# Lista över fornlämningar i Herrljunga kommun
Lista över fornlämningar i Herrljunga kommun är en förteckning av ett urval av de fornlämningar som finns i Herrljunga kommun.

## Alboga
| Namn        | Lämningstyp                 | Tillkomsttid | Historisk indelning   | Plats | Läge                 | ID-nr          | Bild                                 |
| ----------- | --------------------------- | ------------ | --------------------- | ----- | -------------------- | -------------- | ------------------------------------ |
| Alboga 2:1  | Grav markerad av sten/block |              | Alboga, Västergötland |       | 57.974563, 13.213432 | 10162300020001 | Ladda upp en bild av detta fornminne |
| Alboga 3:1  | Stensättning                |              | Alboga, Västergötland |       | 57.974560, 13.209706 | 10162300030001 | Ladda upp en bild av detta fornminne |
| Alboga 4:1  | Gravfält                    |              | Alboga, Västergötland |       | 57.974370, 13.203899 | 10162300040001 | Ladda upp en bild av detta fornminne |
| Alboga 5:1  | Stensättning                |              | Alboga, Västergötland |       | 57.973047, 13.205836 | 10162300050001 | Ladda upp en bild av detta fornminne |
| Alboga 5:2  | Stensättning                |              | Alboga, Västergötland |       | 57.973102, 13.205673 | 10162300050002 | Ladda upp en bild av detta fornminne |
| Alboga 5:3  | Stensättning                |              | Alboga, Västergötland |       | 57.972978, 13.205629 | 10162300050003 | Ladda upp en bild av detta fornminne |
| Alboga 6:1  | Gravfält                    |              | Alboga, Västergötland |       | 57.971380, 13.216255 | 10162300060001 | Ladda upp en bild av detta fornminne |
| Alboga 10:1 | Gravfält                    |              | Alboga, Västergötland |       | 57.974241, 13.209226 | 10162300100001 | Ladda upp en bild av detta fornminne |
| Alboga 15:1 | Stensättning                |              | Alboga, Västergötland |       | 58.009437, 13.226070 | 10162300150001 | Ladda upp en bild av detta fornminne |
| Alboga 15:2 | Röse                        |              | Alboga, Västergötland |       | 58.009287, 13.225686 | 10162300150002 | Ladda upp en bild av detta fornminne |

## Broddarp
| Namn                        | Lämningstyp                 | Tillkomsttid | Historisk indelning     | Plats | Läge                 | ID-nr          | Bild                                 |
| --------------------------- | --------------------------- | ------------ | ----------------------- | ----- | -------------------- | -------------- | ------------------------------------ |
| Broddarp 1:1                | Stensättning                |              | Broddarp, Västergötland |       | 57.991458, 13.309691 | 10163800010001 | Ladda upp en bild av detta fornminne |
| Broddarp 2:1                | Hällristning                |              | Broddarp, Västergötland |       | 58.007900, 13.321412 | 10163800020001 | Ladda upp en bild av detta fornminne |
| Broddarp 2:2                | Hällristning                |              | Broddarp, Västergötland |       | 58.007897, 13.321431 | 10163800020002 | Ladda upp en bild av detta fornminne |
| Broddarp 2:3                | Hällristning                |              | Broddarp, Västergötland |       | 58.007832, 13.321318 | 10163800020003 | Ladda upp en bild av detta fornminne |
| Domarebacken (Broddarp 3:1) | Stensättning                |              | Broddarp, Västergötland |       | 58.001759, 13.317119 | 10163800030001 | Ladda upp en bild av detta fornminne |
| Broddarp 4:1                | Grav markerad av sten/block |              | Broddarp, Västergötland |       | 58.000602, 13.314398 | 10163800040001 | Ladda upp en bild av detta fornminne |
| Broddarp 4:2                | Grav markerad av sten/block |              | Broddarp, Västergötland |       | 58.000464, 13.314528 | 10163800040002 | Ladda upp en bild av detta fornminne |
| Broddarp 5:1                | Gravfält                    |              | Broddarp, Västergötland |       | 57.995208, 13.312298 | 10163800050001 | Ladda upp en bild av detta fornminne |
| Broddarp 14:1               | Stensättning                |              | Broddarp, Västergötland |       | 58.017914, 13.325922 | 10163800140001 | Ladda upp en bild av detta fornminne |
| Pursten (Broddarp 17:1)     | Stenkrets                   |              | Broddarp, Västergötland |       | 57.982737, 13.298597 | 10163800170001 | Ladda upp en bild av detta fornminne |
| Broddarp 18:1               | Stenkrets                   |              | Broddarp, Västergötland |       | 58.006574, 13.320064 | 10163800180001 | Ladda upp en bild av detta fornminne |

## Bråttensby
| Namn                         | Lämningstyp                 | Tillkomsttid | Historisk indelning       | Plats | Läge                 | ID-nr          | Bild                                 |
| ---------------------------- | --------------------------- | ------------ | ------------------------- | ----- | -------------------- | -------------- | ------------------------------------ |
| Bråttensby 1:1               | Hög                         |              | Bråttensby, Västergötland |       | 58.058864, 12.911915 | 10164100010001 | Ladda upp en bild av detta fornminne |
| Bråttensby 5:1               | Hällristning                |              | Bråttensby, Västergötland |       | 58.055089, 12.895224 | 10164100050001 | Ladda upp en bild av detta fornminne |
| Bråttensby 6:1               | Gravfält                    |              | Bråttensby, Västergötland |       | 58.057778, 12.899637 | 10164100060001 | Ladda upp en bild av detta fornminne |
| Bråttensby 7:1               | Stensättning                |              | Bråttensby, Västergötland |       | 58.058716, 12.899945 | 10164100070001 | Ladda upp en bild av detta fornminne |
| Bråttensby 12:1              | Grav markerad av sten/block |              | Bråttensby, Västergötland |       | 58.068460, 12.905987 | 10164100120001 | Ladda upp en bild av detta fornminne |
| Bråttensby 12:2              | Hög                         |              | Bråttensby, Västergötland |       | 58.068189, 12.905945 | 10164100120002 | Ladda upp en bild av detta fornminne |
| Bråttensby 24:1              | Grav markerad av sten/block |              | Bråttensby, Västergötland |       | 58.049566, 12.870904 | 10164100240001 | Ladda upp en bild av detta fornminne |
| Bråttensby 30:1              | Grav markerad av sten/block |              | Bråttensby, Västergötland |       | 58.069355, 12.907055 | 10164100300001 | Ladda upp en bild av detta fornminne |
| Bråttensby 30:2              | Grav markerad av sten/block |              | Bråttensby, Västergötland |       | 58.069417, 12.907047 | 10164100300002 | Ladda upp en bild av detta fornminne |
| Bråttensby 31:1              | Hög                         |              | Bråttensby, Västergötland |       | 58.069150, 12.920000 | 10164100310001 | Ladda upp en bild av detta fornminne |
| Bråttensby 31:2              | Stensättning                |              | Bråttensby, Västergötland |       | 58.068736, 12.919652 | 10164100310002 | Ladda upp en bild av detta fornminne |
| Högekullen (Bråttensby 32:1) | Gravfält                    |              | Bråttensby, Västergötland |       | 58.058755, 12.902611 | 10164100320001 | Ladda upp en bild av detta fornminne |
| Bråttensby 33:1              | Grav markerad av sten/block |              | Bråttensby, Västergötland |       | 58.050336, 12.878852 | 10164100330001 | Ladda upp en bild av detta fornminne |
| Bråttensby 33:2              | Grav markerad av sten/block |              | Bråttensby, Västergötland |       | 58.050393, 12.878756 | 10164100330002 | Ladda upp en bild av detta fornminne |
| Bråttensby 33:3              | Grav markerad av sten/block |              | Bråttensby, Västergötland |       | 58.050288, 12.878744 | 10164100330003 | Ladda upp en bild av detta fornminne |

## Eggvena
| Namn                                           | Lämningstyp    | Tillkomsttid | Historisk indelning    | Plats | Läge                 | ID-nr          | Bild                                      |
| ---------------------------------------------- | -------------- | ------------ | ---------------------- | ----- | -------------------- | -------------- | ----------------------------------------- |
| Eggvena 1:1                                    | Gravfält       |              | Eggvena, Västergötland |       | 58.087390, 12.899081 | 10165200010001 | Ladda upp en bild av detta fornminne      |
| Eggvena 2:1                                    | Runristning    |              | Eggvena, Västergötland |       | 58.087387, 12.893013 | 10165200020001 | Ladda upp en bild av detta fornminne      |
| Västergötlands runinskrifter 152 (Eggvena 4:1) | Runristning    |              | Eggvena, Västergötland |       | 58.082344, 12.892131 | 10165200040001 | Ladda upp en till bild av detta fornminne |
| Eggvena 5:1                                    | Hög            |              | Eggvena, Västergötland |       | 58.086471, 12.883937 | 10165200050001 | Ladda upp en bild av detta fornminne      |
| Eggvena 6:1                                    | Stensättning   |              | Eggvena, Västergötland |       | 58.083776, 12.879814 | 10165200060001 | Ladda upp en bild av detta fornminne      |
| Eggvena 7:1                                    | Stenkammargrav |              | Eggvena, Västergötland |       | 58.094319, 12.916270 | 10165200070001 | Ladda upp en bild av detta fornminne      |
| "Jättens dörr" (Eggvena 8:1)                   | Hällristning   |              | Eggvena, Västergötland |       | 58.069798, 12.846688 | 10165200080001 | Ladda upp en bild av detta fornminne      |
| Eggvena 10:1                                   | Gravfält       |              | Eggvena, Västergötland |       | 58.073617, 12.887922 | 10165200100001 | Ladda upp en bild av detta fornminne      |
| Eggvena 12:1                                   | Hög            |              | Eggvena, Västergötland |       | 58.085052, 12.882332 | 10165200120001 | Ladda upp en bild av detta fornminne      |
| Eggvena 14:1                                   | Hällristning   |              | Eggvena, Västergötland |       | 58.069620, 12.849422 | 10165200140001 | Ladda upp en bild av detta fornminne      |
| Eggvena 14:2                                   | Hällristning   |              | Eggvena, Västergötland |       | 58.069633, 12.849418 | 10165200140002 | Ladda upp en bild av detta fornminne      |
| Eggvena 15:1                                   | Stensättning   |              | Eggvena, Västergötland |       | 58.073075, 12.866234 | 10165200150001 | Ladda upp en bild av detta fornminne      |
| Eggvena 17:1                                   | Hällristning   |              | Eggvena, Västergötland |       | 58.079630, 12.860853 | 10165200170001 | Ladda upp en bild av detta fornminne      |
| Eggvena 17:2                                   | Hällristning   |              | Eggvena, Västergötland |       | 58.079687, 12.860824 | 10165200170002 | Ladda upp en bild av detta fornminne      |
| Eggvena 21:1                                   | Stensättning   |              | Eggvena, Västergötland |       | 58.085288, 12.885230 | 10165200210001 | Ladda upp en bild av detta fornminne      |
| Eggvena 22:1                                   | Stensättning   |              | Eggvena, Västergötland |       | 58.075228, 12.892036 | 10165200220001 | Ladda upp en bild av detta fornminne      |
| Eggvena 23:1                                   | Stensättning   |              | Eggvena, Västergötland |       | 58.071669, 12.890943 | 10165200230001 | Ladda upp en bild av detta fornminne      |
| Eggvena 24:1                                   | Hällristning   |              | Eggvena, Västergötland |       | 58.083460, 12.900575 | 10165200240001 | Ladda upp en bild av detta fornminne      |
| Eggvena 27:1                                   | Hällristning   |              | Eggvena, Västergötland |       | 58.089555, 12.883916 | 10165200270001 | Ladda upp en bild av detta fornminne      |
| Eggvena 28:1                                   | Stensättning   |              | Eggvena, Västergötland |       | 58.072755, 12.862734 | 10165200280001 | Ladda upp en bild av detta fornminne      |
| Eggvena 28:2                                   | Stensättning   |              | Eggvena, Västergötland |       | 58.072696, 12.863133 | 10165200280002 | Ladda upp en bild av detta fornminne      |
| Eggvena 29:1                                   | Hällristning   |              | Eggvena, Västergötland |       | 58.079525, 12.909891 | 10165200290001 | Ladda upp en bild av detta fornminne      |
| Eggvena 30:1                                   | Stensättning   |              | Eggvena, Västergötland |       | 58.077339, 12.906470 | 10165200300001 | Ladda upp en bild av detta fornminne      |
| Eggvena 31:1                                   | Stensättning   |              | Eggvena, Västergötland |       | 58.083078, 12.867403 | 10165200310001 | Ladda upp en bild av detta fornminne      |
| Eggvena 34:1                                   | Hällristning   |              | Eggvena, Västergötland |       | 58.091959, 12.910385 | 10165200340001 | Ladda upp en bild av detta fornminne      |
| Eggvena 34:2                                   | Hällristning   |              | Eggvena, Västergötland |       | 58.091980, 12.910388 | 10165200340002 | Ladda upp en bild av detta fornminne      |
| Eggvena 34:3                                   | Hällristning   |              | Eggvena, Västergötland |       | 58.091986, 12.910460 | 10165200340003 | Ladda upp en bild av detta fornminne      |
| Eggvena 34:4                                   | Hällristning   |              | Eggvena, Västergötland |       | 58.092009, 12.910502 | 10165200340004 | Ladda upp en bild av detta fornminne      |
| Eggvena 36:1                                   | Gravfält       |              | Eggvena, Västergötland |       | 58.084897, 12.867235 | 10165200360001 | Ladda upp en bild av detta fornminne      |

## Eriksberg
| Namn                        | Lämningstyp                 | Tillkomsttid | Historisk indelning      | Plats | Läge                 | ID-nr          | Bild                                 |
| --------------------------- | --------------------------- | ------------ | ------------------------ | ----- | -------------------- | -------------- | ------------------------------------ |
| Eriksberg 1:1               | Stensättning                |              | Eriksberg, Västergötland |       | 58.032755, 13.269565 | 10165300010001 | Ladda upp en bild av detta fornminne |
| Eriksberg 2:1               | Stensättning                |              | Eriksberg, Västergötland |       | 58.032964, 13.270072 | 10165300020001 | Ladda upp en bild av detta fornminne |
| Eriksberg 2:2               | Stensättning                |              | Eriksberg, Västergötland |       | 58.033011, 13.270241 | 10165300020002 | Ladda upp en bild av detta fornminne |
| 1) Kungshög (Eriksberg 5:1) | Gravfält                    |              | Eriksberg, Västergötland |       | 58.024755, 13.266737 | 10165300050001 | Ladda upp en bild av detta fornminne |
| Eriksberg 7:1               | Stensättning                |              | Eriksberg, Västergötland |       | 58.032841, 13.256207 | 10165300070001 | Ladda upp en bild av detta fornminne |
| Eriksberg 9:1               | Grav markerad av sten/block |              | Eriksberg, Västergötland |       | 58.044659, 13.283124 | 10165300090001 | Ladda upp en bild av detta fornminne |
| Eriksberg 27:1              | Röse                        |              | Eriksberg, Västergötland |       | 58.021068, 13.228643 | 10165300270001 | Ladda upp en bild av detta fornminne |
| Eriksberg 27:2              | Stensättning                |              | Eriksberg, Västergötland |       | 58.021147, 13.228414 | 10165300270002 | Ladda upp en bild av detta fornminne |
| Eriksberg 27:3              | Stensättning                |              | Eriksberg, Västergötland |       | 58.021189, 13.228818 | 10165300270003 | Ladda upp en bild av detta fornminne |
| Eriksberg 44:1              | Hällristning                |              | Eriksberg, Västergötland |       | 58.048819, 13.302929 | 10165300440001 | Ladda upp en bild av detta fornminne |

## Fölene
| Namn                       | Lämningstyp                 | Tillkomsttid | Historisk indelning   | Plats | Läge                 | ID-nr          | Bild                                      |
| -------------------------- | --------------------------- | ------------ | --------------------- | ----- | -------------------- | -------------- | ----------------------------------------- |
| Fölene 1:1                 | Stenkammargrav              |              | Fölene, Västergötland |       | 58.097379, 13.010215 | 10166800010001 | Ladda upp en bild av detta fornminne      |
| Fölene 3:1                 | Runristning                 |              | Fölene, Västergötland |       | 58.085130, 12.971939 | 10166800030001 | Ladda upp en till bild av detta fornminne |
| Fölene 3:2                 | Runristning                 |              | Fölene, Västergötland |       | 58.085059, 12.971951 | 10166800030002 | Ladda upp en till bild av detta fornminne |
| Fölene 4:1                 | Stensättning                |              | Fölene, Västergötland |       | 58.090214, 12.970303 | 10166800040001 | Ladda upp en bild av detta fornminne      |
| Fölene 5:1                 | Grav markerad av sten/block |              | Fölene, Västergötland |       | 58.093270, 12.974623 | 10166800050001 | Ladda upp en bild av detta fornminne      |
| Fölene 7:1                 | Röse                        |              | Fölene, Västergötland |       | 58.108626, 13.010556 | 10166800070001 | Ladda upp en bild av detta fornminne      |
| Fölene 11:1                | Hällristning                |              | Fölene, Västergötland |       | 58.094625, 12.943726 | 10166800110001 | Ladda upp en bild av detta fornminne      |
| Fölene 13:1                | Stensättning                |              | Fölene, Västergötland |       | 58.092373, 12.946345 | 10166800130001 | Ladda upp en bild av detta fornminne      |
| Fölene 13:2                | Stensättning                |              | Fölene, Västergötland |       | 58.092236, 12.946595 | 10166800130002 | Ladda upp en bild av detta fornminne      |
| Fölene 16:1                | Hög                         |              | Fölene, Västergötland |       | 58.095555, 12.949722 | 10166800160001 | Ladda upp en bild av detta fornminne      |
| Rakåsa krona (Fölene 17:1) | Hög                         |              | Fölene, Västergötland |       | 58.097433, 12.953925 | 10166800170001 | Ladda upp en bild av detta fornminne      |
| Fölene 18:1                | Stensättning                |              | Fölene, Västergötland |       | 58.086092, 12.944719 | 10166800180001 | Ladda upp en bild av detta fornminne      |
| Fölene 19:1                | Stensättning                |              | Fölene, Västergötland |       | 58.087850, 12.943945 | 10166800190001 | Ladda upp en bild av detta fornminne      |
| Fölene 21:1                | Hög                         |              | Fölene, Västergötland |       | 58.091043, 12.963226 | 10166800210001 | Ladda upp en bild av detta fornminne      |
| Fölene 21:2                | Stensättning                |              | Fölene, Västergötland |       | 58.091097, 12.963626 | 10166800210002 | Ladda upp en bild av detta fornminne      |
| Fölene 22:1                | Gravfält                    |              | Fölene, Västergötland |       | 58.091532, 12.966740 | 10166800220001 | Ladda upp en bild av detta fornminne      |
| Fölene 24:1                | Stensättning                |              | Fölene, Västergötland |       | 58.084303, 12.948957 | 10166800240001 | Ladda upp en bild av detta fornminne      |
| Fölene 24:2                | Stensättning                |              | Fölene, Västergötland |       | 58.084146, 12.949209 | 10166800240002 | Ladda upp en bild av detta fornminne      |
| Fölene 24:3                | Stensättning                |              | Fölene, Västergötland |       | 58.084042, 12.949372 | 10166800240003 | Ladda upp en bild av detta fornminne      |
| Fölene 30:1                | Hällristning                |              | Fölene, Västergötland |       | 58.086000, 12.980998 | 10166800300001 | Ladda upp en bild av detta fornminne      |
| Fölene 32:1                | Hällristning                |              | Fölene, Västergötland |       | 58.089786, 12.968442 | 10166800320001 | Ladda upp en bild av detta fornminne      |
| Fölene 33:1                | Hällristning                |              | Fölene, Västergötland |       | 58.094234, 12.975348 | 10166800330001 | Ladda upp en bild av detta fornminne      |
| Fölene 34:1                | Hällristning                |              | Fölene, Västergötland |       | 58.093806, 12.971530 | 10166800340001 | Ladda upp en bild av detta fornminne      |
| Fölene 36:1                | Stensättning                |              | Fölene, Västergötland |       | 58.093607, 12.957038 | 10166800360001 | Ladda upp en bild av detta fornminne      |
| Fölene 37:1                | Stensättning                |              | Fölene, Västergötland |       | 58.093693, 12.953522 | 10166800370001 | Ladda upp en bild av detta fornminne      |
| Fölene 38:1                | Stensättning                |              | Fölene, Västergötland |       | 58.088232, 12.945344 | 10166800380001 | Ladda upp en bild av detta fornminne      |
| Fölene 39:1                | Grav markerad av sten/block |              | Fölene, Västergötland |       | 58.087526, 12.946470 | 10166800390001 | Ladda upp en bild av detta fornminne      |
| Fölene 39:2                | Hällristning                |              | Fölene, Västergötland |       | 58.087526, 12.946470 | 10166800390002 | Ladda upp en bild av detta fornminne      |
| Fölene 40:1                | Stensättning                |              | Fölene, Västergötland |       | 58.086589, 12.944112 | 10166800400001 | Ladda upp en bild av detta fornminne      |
| Fölene 41:1                | Hällristning                |              | Fölene, Västergötland |       | 58.093211, 12.945542 | 10166800410001 | Ladda upp en bild av detta fornminne      |
| Fölene 42:1                | Hällristning                |              | Fölene, Västergötland |       | 58.080885, 12.946137 | 10166800420001 | Ladda upp en bild av detta fornminne      |
| Fölene 43:1                | Hällristning                |              | Fölene, Västergötland |       | 58.080016, 12.941238 | 10166800430001 | Ladda upp en bild av detta fornminne      |
| Fölene 44:1                | Hällristning                |              | Fölene, Västergötland |       | 58.092762, 12.937417 | 10166800440001 | Ladda upp en bild av detta fornminne      |
| Fölene 47:1                | Röse                        |              | Fölene, Västergötland |       | 58.100152, 13.011115 | 10166800470001 | Ladda upp en bild av detta fornminne      |
| Fölene 52:1                | Stenkammargrav              |              | Fölene, Västergötland |       | 58.102194, 13.029971 | 10166800520001 | Ladda upp en bild av detta fornminne      |
| Fölene 52:2                | Stensättning                |              | Fölene, Västergötland |       | 58.101853, 13.030535 | 10166800520002 | Ladda upp en bild av detta fornminne      |
| Fölene 53:1                | Stensättning                |              | Fölene, Västergötland |       | 58.089434, 12.969507 | 10166800530001 | Ladda upp en bild av detta fornminne      |
| Fölene 54:1                | Stenkammargrav              |              | Fölene, Västergötland |       | 58.082826, 12.965116 | 10166800540001 | Ladda upp en bild av detta fornminne      |

## Grude
| Namn                   | Lämningstyp                 | Tillkomsttid | Historisk indelning  | Plats | Läge                 | ID-nr          | Bild                                 |
| ---------------------- | --------------------------- | ------------ | -------------------- | ----- | -------------------- | -------------- | ------------------------------------ |
| Grude 1:1              | Gravfält                    |              | Grude, Västergötland |       | 57.992132, 13.025529 | 10167400010001 | Ladda upp en bild av detta fornminne |
| Stinkerör (Grude 2:1)  | Röse                        |              | Grude, Västergötland |       | 57.993419, 13.028113 | 10167400020001 | Ladda upp en bild av detta fornminne |
| Grude 4:1              | Stensättning                |              | Grude, Västergötland |       | 57.998447, 13.034230 | 10167400040001 | Ladda upp en bild av detta fornminne |
| Grude 6:1              | Hög                         |              | Grude, Västergötland |       | 57.999099, 13.034898 | 10167400060001 | Ladda upp en bild av detta fornminne |
| Grude 6:2              | Hög                         |              | Grude, Västergötland |       | 57.999194, 13.035120 | 10167400060002 | Ladda upp en bild av detta fornminne |
| Grude 6:3              | Hög                         |              | Grude, Västergötland |       | 57.999182, 13.035351 | 10167400060003 | Ladda upp en bild av detta fornminne |
| Grude 8:1              | Hög                         |              | Grude, Västergötland |       | 58.000642, 13.039717 | 10167400080001 | Ladda upp en bild av detta fornminne |
| Grude 9:1              | Stensättning                |              | Grude, Västergötland |       | 58.000381, 13.040455 | 10167400090001 | Ladda upp en bild av detta fornminne |
| Grude 11:1             | Gravfält                    |              | Grude, Västergötland |       | 57.999338, 13.010211 | 10167400110001 | Ladda upp en bild av detta fornminne |
| Pjukesten (Grude 18:1) | Grav markerad av sten/block |              | Grude, Västergötland |       | 57.990250, 12.976558 | 10167400180001 | Ladda upp en bild av detta fornminne |
| Grude 19:1             | Hög                         |              | Grude, Västergötland |       | 57.990353, 12.975515 | 10167400190001 | Ladda upp en bild av detta fornminne |
| Grude 20:1             | Gravfält                    |              | Grude, Västergötland |       | 58.000443, 13.038620 | 10167400200001 | Ladda upp en bild av detta fornminne |
| Grude 21:1             | Gravfält                    |              | Grude, Västergötland |       | 57.998442, 13.000060 | 10167400210001 | Ladda upp en bild av detta fornminne |
| Kyrkerud (Grude 22:1)  | Gravfält                    |              | Grude, Västergötland |       | 57.977252, 12.976483 | 10167400220001 | Ladda upp en bild av detta fornminne |
| Grude 25:1             | Gravfält                    |              | Grude, Västergötland |       | 57.987298, 12.974774 | 10167400250001 | Ladda upp en bild av detta fornminne |
| Grude 26:1             | Stensättning                |              | Grude, Västergötland |       | 57.994273, 12.975877 | 10167400260001 | Ladda upp en bild av detta fornminne |
| Grude 26:2             | Stensättning                |              | Grude, Västergötland |       | 57.994379, 12.975834 | 10167400260002 | Ladda upp en bild av detta fornminne |
| Grude 27:1             | Grav markerad av sten/block |              | Grude, Västergötland |       | 57.994643, 12.975930 | 10167400270001 | Ladda upp en bild av detta fornminne |
| Grude 28:1             | Gravfält                    |              | Grude, Västergötland |       | 57.994447, 12.974121 | 10167400280001 | Ladda upp en bild av detta fornminne |
| Grude 29:1             | Stensättning                |              | Grude, Västergötland |       | 57.993758, 12.974923 | 10167400290001 | Ladda upp en bild av detta fornminne |
| Grude 29:2             | Grav markerad av sten/block |              | Grude, Västergötland |       | 57.993632, 12.974890 | 10167400290002 | Ladda upp en bild av detta fornminne |
| Grude 30:1             | Gravfält                    |              | Grude, Västergötland |       | 57.994809, 12.977306 | 10167400300001 | Ladda upp en bild av detta fornminne |
| Grude 31:1             | Stensättning                |              | Grude, Västergötland |       | 57.994398, 12.977733 | 10167400310001 | Ladda upp en bild av detta fornminne |
| Grude 33:1             | Gravfält                    |              | Grude, Västergötland |       | 57.984352, 13.056600 | 10167400330001 | Ladda upp en bild av detta fornminne |
| Grude 34:1             | Gravfält                    |              | Grude, Västergötland |       | 57.983451, 13.058110 | 10167400340001 | Ladda upp en bild av detta fornminne |
| Grude 36:1             | Stensättning                |              | Grude, Västergötland |       | 57.987250, 13.067484 | 10167400360001 | Ladda upp en bild av detta fornminne |
| Grude 36:2             | Röse                        |              | Grude, Västergötland |       | 57.986860, 13.067277 | 10167400360002 | Ladda upp en bild av detta fornminne |
| Grude 37:1             | Stensättning                |              | Grude, Västergötland |       | 57.991583, 13.049376 | 10167400370001 | Ladda upp en bild av detta fornminne |
| Grude 37:2             | Stensättning                |              | Grude, Västergötland |       | 57.991460, 13.049467 | 10167400370002 | Ladda upp en bild av detta fornminne |
| Grude 38:1             | Stensättning                |              | Grude, Västergötland |       | 57.990799, 13.050048 | 10167400380001 | Ladda upp en bild av detta fornminne |
| Grude 43:2             | Stensättning                |              | Grude, Västergötland |       | 57.994823, 13.047512 | 10167400430002 | Ladda upp en bild av detta fornminne |
| Grude 43:3             | Stensättning                |              | Grude, Västergötland |       | 57.994411, 13.047656 | 10167400430003 | Ladda upp en bild av detta fornminne |
| Grude 44:1             | Gravfält                    |              | Grude, Västergötland |       | 57.995379, 13.046118 | 10167400440001 | Ladda upp en bild av detta fornminne |
| Grude 46:1             | Stensättning                |              | Grude, Västergötland |       | 57.995068, 13.061790 | 10167400460001 | Ladda upp en bild av detta fornminne |
| Grude 47:1             | Stensättning                |              | Grude, Västergötland |       | 57.996629, 13.069515 | 10167400470001 | Ladda upp en bild av detta fornminne |
| Grude 50:1             | Stensättning                |              | Grude, Västergötland |       | 57.986757, 13.040046 | 10167400500001 | Ladda upp en bild av detta fornminne |
| Grude 51:1             | Stensättning                |              | Grude, Västergötland |       | 57.988340, 13.047103 | 10167400510001 | Ladda upp en bild av detta fornminne |
| Grude 67:1             | Hällristning                |              | Grude, Västergötland |       | 57.988137, 12.980949 | 10167400670001 | Ladda upp en bild av detta fornminne |
| Grude 69:1             | Hällristning                |              | Grude, Västergötland |       | 57.996539, 12.975477 | 10167400690001 | Ladda upp en bild av detta fornminne |

## Herrljunga
| Namn                             | Lämningstyp      | Tillkomsttid | Historisk indelning       | Plats | Läge                 | ID-nr          | Bild                                      |
| -------------------------------- | ---------------- | ------------ | ------------------------- | ----- | -------------------- | -------------- | ----------------------------------------- |
| Herrljunga 1:1                   | Stenkammargrav   |              | Herrljunga, Västergötland |       | 58.105539, 13.060135 | 10168200010001 | Ladda upp en bild av detta fornminne      |
| Herrljunga 6:1                   | Stenkammargrav   |              | Herrljunga, Västergötland |       | 58.091625, 13.039301 | 10168200060001 | Ladda upp en bild av detta fornminne      |
| Nya kyrkogården (Herrljunga 9:1) | Stenkammargrav   |              | Herrljunga, Västergötland |       | 58.079373, 13.038168 | 10168200090001 | Ladda upp en till bild av detta fornminne |
| Herrljunga 10:1                  | Hög              |              | Herrljunga, Västergötland |       | 58.078425, 13.038371 | 10168200100001 | Ladda upp en till bild av detta fornminne |
| Herrljunga 10:2                  | Stensättning     |              | Herrljunga, Västergötland |       | 58.078680, 13.038634 | 10168200100002 | Ladda upp en bild av detta fornminne      |
| Herrljunga 12:1                  | Begravningsplats |              | Herrljunga, Västergötland |       | 58.081752, 13.039213 | 10168200120001 | Ladda upp en bild av detta fornminne      |
| Herrljunga 12:2                  | Kyrka/kapell     |              | Herrljunga, Västergötland |       | 58.081798, 13.039244 | 10168200120002 | Ladda upp en bild av detta fornminne      |
| Herrljunga 17:1                  | Stenkammargrav   |              | Herrljunga, Västergötland |       | 58.081016, 13.049375 | 10168200170001 | Ladda upp en bild av detta fornminne      |
| Herrljunga 18:1                  | Stenkrets        |              | Herrljunga, Västergötland |       | 58.077126, 13.053519 | 10168200180001 | Ladda upp en bild av detta fornminne      |
| Herrljunga 19:1                  | Stenkammargrav   |              | Herrljunga, Västergötland |       | 58.091526, 13.034187 | 10168200190001 | Ladda upp en bild av detta fornminne      |
| Herrljunga 20:1                  | Stensättning     |              | Herrljunga, Västergötland |       | 58.090064, 13.033097 | 10168200200001 | Ladda upp en bild av detta fornminne      |
| Herrljunga 21:1                  | Stensättning     |              | Herrljunga, Västergötland |       | 58.089086, 13.032796 | 10168200210001 | Ladda upp en bild av detta fornminne      |
| Herrljunga 22:1                  | Gravfält         |              | Herrljunga, Västergötland |       | 58.090478, 13.028204 | 10168200220001 | Ladda upp en bild av detta fornminne      |
| Herrljunga 23:1                  | Stensättning     |              | Herrljunga, Västergötland |       | 58.068494, 13.039825 | 10168200230001 | Ladda upp en bild av detta fornminne      |
| Herrljunga 24:1                  | Röse             |              | Herrljunga, Västergötland |       | 58.066579, 13.048817 | 10168200240001 | Ladda upp en bild av detta fornminne      |
| Herrljunga 27:1                  | Hällristning     |              | Herrljunga, Västergötland |       | 58.085729, 13.033945 | 10168200270001 | Ladda upp en bild av detta fornminne      |
| Herrljunga 28:1                  | Hällristning     |              | Herrljunga, Västergötland |       | 58.085911, 13.033967 | 10168200280001 | Ladda upp en bild av detta fornminne      |
| Herrljunga 29:1                  | Hällristning     |              | Herrljunga, Västergötland |       | 58.086061, 13.033690 | 10168200290001 | Ladda upp en bild av detta fornminne      |
| Herrljunga 29:2                  | Hällristning     |              | Herrljunga, Västergötland |       | 58.086064, 13.033772 | 10168200290002 | Ladda upp en bild av detta fornminne      |
| Herrljunga 30:1                  | Hällristning     |              | Herrljunga, Västergötland |       | 58.084586, 13.039353 | 10168200300001 | Ladda upp en bild av detta fornminne      |
| Herrljunga 35:1                  | Stensättning     |              | Herrljunga, Västergötland |       | 58.074083, 13.037324 | 10168200350001 | Ladda upp en bild av detta fornminne      |
| Herrljunga 45:1                  | Hög              |              | Herrljunga, Västergötland |       | 58.087919, 13.035642 | 10168200450001 | Ladda upp en bild av detta fornminne      |
| Herrljunga 46:1                  | Stensättning     |              | Herrljunga, Västergötland |       | 58.090319, 13.038388 | 10168200460001 | Ladda upp en bild av detta fornminne      |
| Herrljunga 47:1                  | Stensättning     |              | Herrljunga, Västergötland |       | 58.093392, 13.031849 | 10168200470001 | Ladda upp en bild av detta fornminne      |
| Herrljunga 50:1                  | Stensättning     |              | Herrljunga, Västergötland |       | 58.097081, 13.049644 | 10168200500001 | Ladda upp en bild av detta fornminne      |
| Herrljunga 50:2                  | Stensättning     |              | Herrljunga, Västergötland |       | 58.097079, 13.049838 | 10168200500002 | Ladda upp en bild av detta fornminne      |
| Herrljunga 53:1                  | Stensättning     |              | Herrljunga, Västergötland |       | 58.092465, 13.051283 | 10168200530001 | Ladda upp en bild av detta fornminne      |
| Herrljunga 57:1                  | Stensättning     |              | Herrljunga, Västergötland |       | 58.086353, 13.060166 | 10168200570001 | Ladda upp en bild av detta fornminne      |
| Herrljunga 58:1                  | Stensättning     |              | Herrljunga, Västergötland |       | 58.080118, 13.053054 | 10168200580001 | Ladda upp en bild av detta fornminne      |
| Herrljunga 60:1                  | Stensättning     |              | Herrljunga, Västergötland |       | 58.082517, 13.058318 | 10168200600001 | Ladda upp en bild av detta fornminne      |
| Herrljunga 61:1                  | Hög              |              | Herrljunga, Västergötland |       | 58.079725, 13.060538 | 10168200610001 | Ladda upp en bild av detta fornminne      |
| Herrljunga 61:2                  | Hög              |              | Herrljunga, Västergötland |       | 58.079818, 13.060422 | 10168200610002 | Ladda upp en bild av detta fornminne      |
| Herrljunga 83:1                  | Stensättning     |              | Herrljunga, Västergötland |       | 58.102720, 13.052061 | 10168200830001 | Ladda upp en bild av detta fornminne      |
| Herrljunga 84:1                  | Stensättning     |              | Herrljunga, Västergötland |       | 58.107058, 13.048405 | 10168200840001 | Ladda upp en bild av detta fornminne      |
| Herrljunga 87:1                  | Stensättning     |              | Herrljunga, Västergötland |       | 58.109318, 13.051605 | 10168200870001 | Ladda upp en bild av detta fornminne      |
| Herrljunga 98:1                  | Stensättning     |              | Herrljunga, Västergötland |       | 58.085611, 13.036743 | 10168200980001 | Ladda upp en bild av detta fornminne      |
| Herrljunga 98:2                  | Stensättning     |              | Herrljunga, Västergötland |       | 58.085529, 13.036972 | 10168200980002 | Ladda upp en bild av detta fornminne      |

## Hov
| Namn                    | Lämningstyp                 | Tillkomsttid | Historisk indelning | Plats | Läge                 | ID-nr          | Bild                                      |
| ----------------------- | --------------------------- | ------------ | ------------------- | ----- | -------------------- | -------------- | ----------------------------------------- |
| Hov 3:1                 | Hög                         |              | Hov, Västergötland  |       | 57.962549, 13.086953 | 10169000030001 | Ladda upp en bild av detta fornminne      |
| Hov 7:1                 | Röse                        |              | Hov, Västergötland  |       | 57.988568, 13.070443 | 10169000070001 | Ladda upp en bild av detta fornminne      |
| Hov 8:1                 | Hög                         |              | Hov, Västergötland  |       | 57.992309, 13.088308 | 10169000080001 | Ladda upp en bild av detta fornminne      |
| Hov 8:2                 | Stensättning                |              | Hov, Västergötland  |       | 57.992286, 13.088560 | 10169000080002 | Ladda upp en bild av detta fornminne      |
| Hov 8:3                 | Hög                         |              | Hov, Västergötland  |       | 57.992295, 13.088126 | 10169000080003 | Ladda upp en bild av detta fornminne      |
| Hov 10:1                | Stensättning                |              | Hov, Västergötland  |       | 57.992490, 13.089721 | 10169000100001 | Ladda upp en bild av detta fornminne      |
| Hov 10:2                | Stensättning                |              | Hov, Västergötland  |       | 57.992621, 13.089535 | 10169000100002 | Ladda upp en bild av detta fornminne      |
| Hov 10:3                | Stensättning                |              | Hov, Västergötland  |       | 57.992651, 13.089756 | 10169000100003 | Ladda upp en bild av detta fornminne      |
| Hov 12:1                | Röse                        |              | Hov, Västergötland  |       | 57.992120, 13.090596 | 10169000120001 | Ladda upp en bild av detta fornminne      |
| Hov 12:2                | Hög                         |              | Hov, Västergötland  |       | 57.992287, 13.090535 | 10169000120002 | Ladda upp en bild av detta fornminne      |
| Hov 13:1                | Gravfält                    |              | Hov, Västergötland  |       | 58.002632, 13.085765 | 10169000130001 | Ladda upp en bild av detta fornminne      |
| Hov 14:1                | Röse                        |              | Hov, Västergötland  |       | 58.003229, 13.087180 | 10169000140001 | Ladda upp en bild av detta fornminne      |
| Hov 15:1                | Stensättning                |              | Hov, Västergötland  |       | 58.003626, 13.088549 | 10169000150001 | Ladda upp en bild av detta fornminne      |
| Hov 15:2                | Stensättning                |              | Hov, Västergötland  |       | 58.003688, 13.088690 | 10169000150002 | Ladda upp en bild av detta fornminne      |
| Hov 17:1                | Gravfält                    |              | Hov, Västergötland  |       | 58.002619, 13.082252 | 10169000170001 | Ladda upp en bild av detta fornminne      |
| Hov 18:1                | Röse                        |              | Hov, Västergötland  |       | 58.002827, 13.077868 | 10169000180001 | Ladda upp en bild av detta fornminne      |
| Hov 18:2                | Stensättning                |              | Hov, Västergötland  |       | 58.002725, 13.077975 | 10169000180002 | Ladda upp en bild av detta fornminne      |
| Hov 19:1                | Stensättning                |              | Hov, Västergötland  |       | 58.001638, 13.077070 | 10169000190001 | Ladda upp en bild av detta fornminne      |
| Hov 19:2                | Stensättning                |              | Hov, Västergötland  |       | 58.001733, 13.077255 | 10169000190002 | Ladda upp en bild av detta fornminne      |
| Hov 20:1                | Hög                         |              | Hov, Västergötland  |       | 58.003125, 13.078924 | 10169000200001 | Ladda upp en bild av detta fornminne      |
| Hov 21:1                | Stensättning                |              | Hov, Västergötland  |       | 58.005616, 13.084685 | 10169000210001 | Ladda upp en bild av detta fornminne      |
| Hov 21:2                | Stensättning                |              | Hov, Västergötland  |       | 58.005621, 13.084905 | 10169000210002 | Ladda upp en bild av detta fornminne      |
| Hov 21:3                | Stensättning                |              | Hov, Västergötland  |       | 58.005750, 13.085213 | 10169000210003 | Ladda upp en bild av detta fornminne      |
| Hov 24:1                | Grav markerad av sten/block |              | Hov, Västergötland  |       | 57.992939, 13.098174 | 10169000240001 | Ladda upp en bild av detta fornminne      |
| Hov 24:2                | Grav markerad av sten/block |              | Hov, Västergötland  |       | 57.992927, 13.098117 | 10169000240002 | Ladda upp en bild av detta fornminne      |
| Hov 25:1                | Grav markerad av sten/block |              | Hov, Västergötland  |       | 57.992815, 13.098375 | 10169000250001 | Ladda upp en bild av detta fornminne      |
| Hov 25:2                | Grav markerad av sten/block |              | Hov, Västergötland  |       | 57.992773, 13.098267 | 10169000250002 | Ladda upp en bild av detta fornminne      |
| Hov 26:1                | Röse                        |              | Hov, Västergötland  |       | 57.996172, 13.101782 | 10169000260001 | Ladda upp en bild av detta fornminne      |
| Hov 26:2                | Stensättning                |              | Hov, Västergötland  |       | 57.996161, 13.102070 | 10169000260002 | Ladda upp en bild av detta fornminne      |
| Hov 28:1                | Röse                        |              | Hov, Västergötland  |       | 58.000118, 13.115766 | 10169000280001 | Ladda upp en bild av detta fornminne      |
| Hov 28:2                | Röse                        |              | Hov, Västergötland  |       | 58.000104, 13.116004 | 10169000280002 | Ladda upp en bild av detta fornminne      |
| Hov 28:3                | Röse                        |              | Hov, Västergötland  |       | 57.999993, 13.115805 | 10169000280003 | Ladda upp en bild av detta fornminne      |
| Hov 29:1                | Röse                        |              | Hov, Västergötland  |       | 58.000409, 13.115977 | 10169000290001 | Ladda upp en bild av detta fornminne      |
| Hov 30:1                | Gravfält                    |              | Hov, Västergötland  |       | 58.001217, 13.118166 | 10169000300001 | Ladda upp en bild av detta fornminne      |
| Hov 32:1                | Röse                        |              | Hov, Västergötland  |       | 57.998970, 13.107139 | 10169000320001 | Ladda upp en bild av detta fornminne      |
| Hov 32:2                | Röse                        |              | Hov, Västergötland  |       | 57.998871, 13.106932 | 10169000320002 | Ladda upp en bild av detta fornminne      |
| Hov 34:1                | Gravfält                    |              | Hov, Västergötland  |       | 57.991066, 13.101048 | 10169000340001 | Ladda upp en bild av detta fornminne      |
| Brudföljet (Hov 35:1)   | Gravfält                    |              | Hov, Västergötland  |       | 57.992760, 13.101662 | 10169000350001 | Ladda upp en till bild av detta fornminne |
| Hov 42:1                | Röse                        |              | Hov, Västergötland  |       | 57.998833, 13.116231 | 10169000420001 | Ladda upp en bild av detta fornminne      |
| Hov 42:2                | Stensättning                |              | Hov, Västergötland  |       | 57.998737, 13.116376 | 10169000420002 | Ladda upp en bild av detta fornminne      |
| Hov 42:3                | Röse                        |              | Hov, Västergötland  |       | 57.998816, 13.116557 | 10169000420003 | Ladda upp en bild av detta fornminne      |
| Hov 43:1                | Röse                        |              | Hov, Västergötland  |       | 58.003053, 13.119911 | 10169000430001 | Ladda upp en bild av detta fornminne      |
| Hov 46:1                | Gravfält                    |              | Hov, Västergötland  |       | 57.985672, 13.109423 | 10169000460001 | Ladda upp en bild av detta fornminne      |
| Hov 47:1                | Gravfält                    |              | Hov, Västergötland  |       | 57.985307, 13.108988 | 10169000470001 | Ladda upp en bild av detta fornminne      |
| Hov 50:1                | Gravfält                    |              | Hov, Västergötland  |       | 57.974824, 13.128899 | 10169000500001 | Ladda upp en bild av detta fornminne      |
| Hov 51:1                | Gravfält                    |              | Hov, Västergötland  |       | 58.000674, 13.083677 | 10169000510001 | Ladda upp en bild av detta fornminne      |
| Hov 52:1                | Gravfält                    |              | Hov, Västergötland  |       | 58.002257, 13.084652 | 10169000520001 | Ladda upp en bild av detta fornminne      |
| Hov 52:2                | Runristning                 |              | Hov, Västergötland  |       | 58.002280, 13.084579 | 10169000520002 | Ladda upp en till bild av detta fornminne |
| Hov 53:1                | Stensättning                |              | Hov, Västergötland  |       | 58.001329, 13.081910 | 10169000530001 | Ladda upp en bild av detta fornminne      |
| Hov 59:1                | Gravfält                    |              | Hov, Västergötland  |       | 57.969200, 13.094198 | 10169000590001 | Ladda upp en bild av detta fornminne      |
| Hov 60:1                | Gravfält                    |              | Hov, Västergötland  |       | 57.971379, 13.089535 | 10169000600001 | Ladda upp en bild av detta fornminne      |
| Hov 63:1                | Stensättning                |              | Hov, Västergötland  |       | 58.000228, 13.083818 | 10169000630001 | Ladda upp en bild av detta fornminne      |
| Hov 64:1                | Hög                         |              | Hov, Västergötland  |       | 57.986011, 13.107049 | 10169000640001 | Ladda upp en bild av detta fornminne      |
| Hov 69:1                | Stensättning                |              | Hov, Västergötland  |       | 57.989467, 13.104809 | 10169000690001 | Ladda upp en bild av detta fornminne      |
| Hov 69:2                | Stenkrets                   |              | Hov, Västergötland  |       | 57.988603, 13.102141 | 10169000690002 | Ladda upp en bild av detta fornminne      |
| Hov 83:1                | Hällristning                |              | Hov, Västergötland  |       | 58.001171, 13.080789 | 10169000830001 | Ladda upp en bild av detta fornminne      |
| Hov 101:1               | Stensättning                |              | Hov, Västergötland  |       | 57.966962, 13.148945 | 10169001010001 | Ladda upp en bild av detta fornminne      |
| Hov 101:2               | Stensättning                |              | Hov, Västergötland  |       | 57.966863, 13.149046 | 10169001010002 | Ladda upp en bild av detta fornminne      |
| Hov 101:3               | Stensättning                |              | Hov, Västergötland  |       | 57.966877, 13.149346 | 10169001010003 | Ladda upp en bild av detta fornminne      |
| Hov 101:4               | Stensättning                |              | Hov, Västergötland  |       | 57.966764, 13.149428 | 10169001010004 | Ladda upp en bild av detta fornminne      |
| Hov 104:1               | Hög                         |              | Hov, Västergötland  |       | 57.970132, 13.149930 | 10169001040001 | Ladda upp en bild av detta fornminne      |
| Hov 104:2               | Stensättning                |              | Hov, Västergötland  |       | 57.969997, 13.149743 | 10169001040002 | Ladda upp en bild av detta fornminne      |
| Hov 105:1               | Stensättning                |              | Hov, Västergötland  |       | 57.971304, 13.167196 | 10169001050001 | Ladda upp en bild av detta fornminne      |
| Hov 109:1               | Hög                         |              | Hov, Västergötland  |       | 57.962889, 13.151071 | 10169001090001 | Ladda upp en bild av detta fornminne      |
| Hov 109:3               | Hög                         |              | Hov, Västergötland  |       | 57.963227, 13.151149 | 10169001090003 | Ladda upp en bild av detta fornminne      |
| Hov 110:1               | Stenkammargrav              |              | Hov, Västergötland  |       | 57.962424, 13.155696 | 10169001100001 | Ladda upp en bild av detta fornminne      |
| Hov 117:1               | Hällristning                |              | Hov, Västergötland  |       | 57.967291, 13.153949 | 10169001170001 | Ladda upp en bild av detta fornminne      |
| Hov 128:1               | Hällristning                |              | Hov, Västergötland  |       | 57.986077, 13.107062 | 10169001280001 | Ladda upp en bild av detta fornminne      |
| Hov 129:1               | Röse                        |              | Hov, Västergötland  |       | 57.996590, 13.110745 | 10169001290001 | Ladda upp en bild av detta fornminne      |
| Hov 130:1               | Röse                        |              | Hov, Västergötland  |       | 57.997116, 13.112083 | 10169001300001 | Ladda upp en bild av detta fornminne      |
| Hov 131:1               | Grav markerad av sten/block |              | Hov, Västergötland  |       | 58.003023, 13.083362 | 10169001310001 | Ladda upp en bild av detta fornminne      |
| Hov 133:1               | Hällristning                |              | Hov, Västergötland  |       | 57.962373, 13.085966 | 10169001330001 | Ladda upp en bild av detta fornminne      |
| Hov 138:1               | Hög                         |              | Hov, Västergötland  |       | 57.967855, 13.087631 | 10169001380001 | Ladda upp en bild av detta fornminne      |
| Hov 138:2               | Hög                         |              | Hov, Västergötland  |       | 57.967903, 13.087810 | 10169001380002 | Ladda upp en bild av detta fornminne      |
| Askerör (Norra Säm 2:1) | Röse                        |              | Hov, Västergötland  |       | 58.006380, 13.141323 | 10174500020001 | Ladda upp en bild av detta fornminne      |

## Hudene
| Namn                             | Lämningstyp                 | Tillkomsttid | Historisk indelning   | Plats | Läge                 | ID-nr          | Bild                                 |
| -------------------------------- | --------------------------- | ------------ | --------------------- | ----- | -------------------- | -------------- | ------------------------------------ |
| Hudene 1:1                       | Kyrka/kapell                |              | Hudene, Västergötland |       | 58.052730, 13.087880 | 10169100010001 | Ladda upp en bild av detta fornminne |
| Hudene 1:3                       | Begravningsplats            |              | Hudene, Västergötland |       | 58.052695, 13.087749 | 10169100010003 | Ladda upp en bild av detta fornminne |
| Skurstenarna (Hudene 2:1)        | Stensättning                |              | Hudene, Västergötland |       | 58.054189, 13.084935 | 10169100020001 | Ladda upp en bild av detta fornminne |
| Jonstorp (Hudene 6:1)            | Grav markerad av sten/block |              | Hudene, Västergötland |       | 58.054355, 13.082712 | 10169100060001 | Ladda upp en bild av detta fornminne |
| Jonstorp (Hudene 6:2)            | Grav markerad av sten/block |              | Hudene, Västergötland |       | 58.054282, 13.082348 | 10169100060002 | Ladda upp en bild av detta fornminne |
| Jonstorp (Hudene 7:1)            | Stenkrets                   |              | Hudene, Västergötland |       | 58.055945, 13.077282 | 10169100070001 | Ladda upp en bild av detta fornminne |
| Jonstorp (Hudene 7:2)            | Stenkrets                   |              | Hudene, Västergötland |       | 58.055838, 13.077320 | 10169100070002 | Ladda upp en bild av detta fornminne |
| Hudene (Hudene 8:1)              | Gravfält                    |              | Hudene, Västergötland |       | 58.051162, 13.082749 | 10169100080001 | Ladda upp en bild av detta fornminne |
| Hudene (Hudene 9:1)              | Gravfält                    |              | Hudene, Västergötland |       | 58.051166, 13.084162 | 10169100090001 | Ladda upp en bild av detta fornminne |
| Jonstorp (Hudene 11:1)           | Stensättning                |              | Hudene, Västergötland |       | 58.055923, 13.074504 | 10169100110001 | Ladda upp en bild av detta fornminne |
| Fägred (Hudene 12:1)             | Grav markerad av sten/block |              | Hudene, Västergötland |       | 58.050083, 13.060266 | 10169100120001 | Ladda upp en bild av detta fornminne |
| Slottsberget (Hudene 20:1)       | Gravfält                    |              | Hudene, Västergötland |       | 58.051129, 13.090196 | 10169100200001 | Ladda upp en bild av detta fornminne |
| Hudene, Trollabo (Hudene 22:1)   | Grav markerad av sten/block |              | Hudene, Västergötland |       | 58.047296, 13.092844 | 10169100220001 | Ladda upp en bild av detta fornminne |
| Mellomgården (Hudene 29:1)       | Röse                        |              | Hudene, Västergötland |       | 58.045442, 13.086754 | 10169100290001 | Ladda upp en bild av detta fornminne |
| Hudene 41:1                      | Röse                        |              | Hudene, Västergötland |       | 58.045373, 13.089928 | 10169100410001 | Ladda upp en bild av detta fornminne |
| Hudene 41:2                      | Röse                        |              | Hudene, Västergötland |       | 58.045264, 13.090061 | 10169100410002 | Ladda upp en bild av detta fornminne |
| Hudene 41:3                      | Röse                        |              | Hudene, Västergötland |       | 58.045386, 13.090290 | 10169100410003 | Ladda upp en bild av detta fornminne |
| Hudene 42:1                      | Röse                        |              | Hudene, Västergötland |       | 58.047029, 13.089549 | 10169100420001 | Ladda upp en bild av detta fornminne |
| Hudene 43:1                      | Stensättning                |              | Hudene, Västergötland |       | 58.044224, 13.095131 | 10169100430001 | Ladda upp en bild av detta fornminne |
| Hudene 43:2                      | Grav markerad av sten/block |              | Hudene, Västergötland |       | 58.044222, 13.095324 | 10169100430002 | Ladda upp en bild av detta fornminne |
| Hudene 43:3                      | Grav markerad av sten/block |              | Hudene, Västergötland |       | 58.044146, 13.095468 | 10169100430003 | Ladda upp en bild av detta fornminne |
| Hudene 44:1                      | Röse                        |              | Hudene, Västergötland |       | 58.042225, 13.088220 | 10169100440001 | Ladda upp en bild av detta fornminne |
| Hudene 44:2                      | Stensättning                |              | Hudene, Västergötland |       | 58.041781, 13.087677 | 10169100440002 | Ladda upp en bild av detta fornminne |
| Hudene 62:1                      | Gravfält                    |              | Hudene, Västergötland |       | 58.041131, 13.116110 | 10169100620001 | Ladda upp en bild av detta fornminne |
| Hudene 64:1                      | Gravfält                    |              | Hudene, Västergötland |       | 58.035260, 13.124542 | 10169100640001 | Ladda upp en bild av detta fornminne |
| Stegabergen (Hudene 65:1)        | Stensättning                |              | Hudene, Västergötland |       | 58.035717, 13.125426 | 10169100650001 | Ladda upp en bild av detta fornminne |
| Hudene 66:1                      | Röse                        |              | Hudene, Västergötland |       | 58.036959, 13.122322 | 10169100660001 | Ladda upp en bild av detta fornminne |
| Hudene 67:1                      | Stensättning                |              | Hudene, Västergötland |       | 58.045359, 13.134824 | 10169100670001 | Ladda upp en bild av detta fornminne |
| Hudene 67:2                      | Stensättning                |              | Hudene, Västergötland |       | 58.045444, 13.135152 | 10169100670002 | Ladda upp en bild av detta fornminne |
| Hudene 67:3                      | Stensättning                |              | Hudene, Västergötland |       | 58.045015, 13.135594 | 10169100670003 | Ladda upp en bild av detta fornminne |
| Hudene 67:4                      | Röse                        |              | Hudene, Västergötland |       | 58.044598, 13.134206 | 10169100670004 | Ladda upp en bild av detta fornminne |
| Hudene 68:1                      | Röse                        |              | Hudene, Västergötland |       | 58.044569, 13.088396 | 10169100680001 | Ladda upp en bild av detta fornminne |
| Hudene 68:2                      | Röse                        |              | Hudene, Västergötland |       | 58.044963, 13.088468 | 10169100680002 | Ladda upp en bild av detta fornminne |
| Hudene 69:1                      | Röse                        |              | Hudene, Västergötland |       | 58.043379, 13.091410 | 10169100690001 | Ladda upp en bild av detta fornminne |
| Hudene 70:1                      | Röse                        |              | Hudene, Västergötland |       | 58.047541, 13.080906 | 10169100700001 | Ladda upp en bild av detta fornminne |
| Hudene 71:1                      | Stensättning                |              | Hudene, Västergötland |       | 58.036286, 13.121745 | 10169100710001 | Ladda upp en bild av detta fornminne |
| Hudene 74:1                      | Stensättning                |              | Hudene, Västergötland |       | 58.042811, 13.108681 | 10169100740001 | Ladda upp en bild av detta fornminne |
| Hudene 78:1                      | Röse                        |              | Hudene, Västergötland |       | 58.056154, 13.095188 | 10169100780001 | Ladda upp en bild av detta fornminne |
| Hudene 78:2                      | Röse                        |              | Hudene, Västergötland |       | 58.055871, 13.095295 | 10169100780002 | Ladda upp en bild av detta fornminne |
| Skaraborg (Hudene 79:1)          | Röse                        |              | Hudene, Västergötland |       | 58.063539, 13.097521 | 10169100790001 | Ladda upp en bild av detta fornminne |
| Majerören (Hudene 84:1)          | Röse                        |              | Hudene, Västergötland |       | 58.068946, 13.080269 | 10169100840001 | Ladda upp en bild av detta fornminne |
| Majerören (Hudene 84:3)          | Röse                        |              | Hudene, Västergötland |       | 58.068772, 13.079834 | 10169100840003 | Ladda upp en bild av detta fornminne |
| Majerören (Hudene 84:4)          | Röse                        |              | Hudene, Västergötland |       | 58.068609, 13.079772 | 10169100840004 | Ladda upp en bild av detta fornminne |
| Hudene 89:1                      | Stenkammargrav              |              | Hudene, Västergötland |       | 58.074836, 13.088883 | 10169100890001 | Ladda upp en bild av detta fornminne |
| Hudene 90:1                      | Hög                         |              | Hudene, Västergötland |       | 58.069669, 13.072801 | 10169100900001 | Ladda upp en bild av detta fornminne |
| Hudene 91:1                      | Stensättning                |              | Hudene, Västergötland |       | 58.070121, 13.078158 | 10169100910001 | Ladda upp en bild av detta fornminne |
| Hudene 101:1                     | Röse                        |              | Hudene, Västergötland |       | 58.067832, 13.073954 | 10169101010001 | Ladda upp en bild av detta fornminne |
| Hudene 101:2                     | Röse                        |              | Hudene, Västergötland |       | 58.067724, 13.073776 | 10169101010002 | Ladda upp en bild av detta fornminne |
| Hudene 101:3                     | Röse                        |              | Hudene, Västergötland |       | 58.067963, 13.074144 | 10169101010003 | Ladda upp en bild av detta fornminne |
| Aspkullen (Hudene 102:1)         | Stensättning                |              | Hudene, Västergötland |       | 58.071330, 13.067809 | 10169101020001 | Ladda upp en bild av detta fornminne |
| Hudene 107:1                     | Hög                         |              | Hudene, Västergötland |       | 58.071606, 13.062852 | 10169101070001 | Ladda upp en bild av detta fornminne |
| Bäcklingsbackarna (Hudene 109:1) | Röse                        |              | Hudene, Västergötland |       | 58.066031, 13.060961 | 10169101090001 | Ladda upp en bild av detta fornminne |
| Hudene 110:1                     | Röse                        |              | Hudene, Västergötland |       | 58.065169, 13.064192 | 10169101100001 | Ladda upp en bild av detta fornminne |
| Hudene 110:3                     | Röse                        |              | Hudene, Västergötland |       | 58.064578, 13.063765 | 10169101100003 | Ladda upp en bild av detta fornminne |
| Hudene 111:1                     | Röse                        |              | Hudene, Västergötland |       | 58.067000, 13.064144 | 10169101110001 | Ladda upp en bild av detta fornminne |
| Hudene 111:2                     | Röse                        |              | Hudene, Västergötland |       | 58.066890, 13.063633 | 10169101110002 | Ladda upp en bild av detta fornminne |
| Hudene 112:1                     | Röse                        |              | Hudene, Västergötland |       | 58.064681, 13.066279 | 10169101120001 | Ladda upp en bild av detta fornminne |
| Hudene 114:1                     | Röse                        |              | Hudene, Västergötland |       | 58.064703, 13.067955 | 10169101140001 | Ladda upp en bild av detta fornminne |
| Hudene 115:1                     | Röse                        |              | Hudene, Västergötland |       | 58.065270, 13.068930 | 10169101150001 | Ladda upp en bild av detta fornminne |
| Hudene 116:1                     | Stensättning                |              | Hudene, Västergötland |       | 58.064628, 13.072808 | 10169101160001 | Ladda upp en bild av detta fornminne |
| Hudene 116:2                     | Stensättning                |              | Hudene, Västergötland |       | 58.064581, 13.072537 | 10169101160002 | Ladda upp en bild av detta fornminne |
| Hudene 116:3                     | Stensättning                |              | Hudene, Västergötland |       | 58.064544, 13.072276 | 10169101160003 | Ladda upp en bild av detta fornminne |
| Hudene 117:1                     | Stensättning                |              | Hudene, Västergötland |       | 58.063460, 13.075983 | 10169101170001 | Ladda upp en bild av detta fornminne |
| Hudene 119:1                     | Röse                        |              | Hudene, Västergötland |       | 58.064855, 13.071446 | 10169101190001 | Ladda upp en bild av detta fornminne |
| Hudene 119:2                     | Röse                        |              | Hudene, Västergötland |       | 58.064902, 13.070768 | 10169101190002 | Ladda upp en bild av detta fornminne |
| Hudene 119:3                     | Röse                        |              | Hudene, Västergötland |       | 58.064676, 13.070032 | 10169101190003 | Ladda upp en bild av detta fornminne |
| Hudene 119:4                     | Hög                         |              | Hudene, Västergötland |       | 58.064157, 13.070084 | 10169101190004 | Ladda upp en bild av detta fornminne |
| Hudene 120:1                     | Röse                        |              | Hudene, Västergötland |       | 58.065905, 13.071039 | 10169101200001 | Ladda upp en bild av detta fornminne |
| Hudene 120:2                     | Stensättning                |              | Hudene, Västergötland |       | 58.065798, 13.071189 | 10169101200002 | Ladda upp en bild av detta fornminne |
| Hudene 121:1                     | Stenkammargrav              |              | Hudene, Västergötland |       | 58.066842, 13.096802 | 10169101210001 | Ladda upp en bild av detta fornminne |
| Hudene 122:1                     | Stenkammargrav              |              | Hudene, Västergötland |       | 58.072851, 13.100735 | 10169101220001 | Ladda upp en bild av detta fornminne |
| Hudene 129:1                     | Röse                        |              | Hudene, Västergötland |       | 58.066591, 13.062293 | 10169101290001 | Ladda upp en bild av detta fornminne |
| Hudene 160:1                     | Stensättning                |              | Hudene, Västergötland |       | 58.083537, 13.137251 | 10169101600001 | Ladda upp en bild av detta fornminne |
| Hudene 203:1                     | Hällristning                |              | Hudene, Västergötland |       | 58.062912, 13.074773 | 10169102030001 | Ladda upp en bild av detta fornminne |
| Hudene 244:1                     | Hällristning                |              | Hudene, Västergötland |       | 58.050848, 13.090246 | 10169102440001 | Ladda upp en bild av detta fornminne |
| Hudene 245:1                     | Hällristning                |              | Hudene, Västergötland |       | 58.074180, 13.073524 | 10169102450001 | Ladda upp en bild av detta fornminne |
| Hudene 246:1                     | Hällristning                |              | Hudene, Västergötland |       | 58.048709, 13.075545 | 10169102460001 | Ladda upp en bild av detta fornminne |
| Hudene 248:1                     | Hög                         |              | Hudene, Västergötland |       | 58.070668, 13.063010 | 10169102480001 | Ladda upp en bild av detta fornminne |
| Hudene 249:1                     | Grav markerad av sten/block |              | Hudene, Västergötland |       | 58.074795, 13.090894 | 10169102490001 | Ladda upp en bild av detta fornminne |
| Hudene 249:2                     | Stenkammargrav              |              | Hudene, Västergötland |       | 58.074937, 13.091270 | 10169102490002 | Ladda upp en bild av detta fornminne |
| Hudene 266:1                     | Röse                        |              | Hudene, Västergötland |       | 58.037369, 13.123883 | 10169102660001 | Ladda upp en bild av detta fornminne |
| Skurstenarna (Hudene 278:1)      | Grav markerad av sten/block |              | Hudene, Västergötland |       | 58.054002, 13.085811 | 10169102780001 | Ladda upp en bild av detta fornminne |
| Skurstenarna (Hudene 278:2)      | Grav markerad av sten/block |              | Hudene, Västergötland |       | 58.054002, 13.085811 | 10169102780002 | Ladda upp en bild av detta fornminne |
| Skurstenarna (Hudene 278:3)      | Grav markerad av sten/block |              | Hudene, Västergötland |       | 58.054002, 13.085811 | 10169102780003 | Ladda upp en bild av detta fornminne |
| Hudene 282:1                     | Stensättning                |              | Hudene, Västergötland |       | 58.112870, 13.132237 | 10169102820001 | Ladda upp en bild av detta fornminne |

## Jällby
| Namn                      | Lämningstyp                 | Tillkomsttid | Historisk indelning   | Plats | Läge                 | ID-nr          | Bild                                 |
| ------------------------- | --------------------------- | ------------ | --------------------- | ----- | -------------------- | -------------- | ------------------------------------ |
| Jällby 2:1                | Grav markerad av sten/block |              | Jällby, Västergötland |       | 58.022282, 12.980104 | 10170300020001 | Ladda upp en bild av detta fornminne |
| Jällby 3:1                | Gravfält                    |              | Jällby, Västergötland |       | 58.026585, 12.992656 | 10170300030001 | Ladda upp en bild av detta fornminne |
| Jällby 5:1                | Röse                        |              | Jällby, Västergötland |       | 58.024618, 12.991937 | 10170300050001 | Ladda upp en bild av detta fornminne |
| Jällby 5:2                | Röse                        |              | Jällby, Västergötland |       | 58.024462, 12.991591 | 10170300050002 | Ladda upp en bild av detta fornminne |
| Jällby 5:7                | Hällristning                |              | Jällby, Västergötland |       | 58.024462, 12.991591 | 10170300050007 | Ladda upp en bild av detta fornminne |
| Jällby 6:1                | Grav markerad av sten/block |              | Jällby, Västergötland |       | 58.021660, 12.950920 | 10170300060001 | Ladda upp en bild av detta fornminne |
| Jällby 7:1                | Grav markerad av sten/block |              | Jällby, Västergötland |       | 58.022037, 12.952565 | 10170300070001 | Ladda upp en bild av detta fornminne |
| Odens flisor (Jällby 9:1) | Gravfält                    |              | Jällby, Västergötland |       | 58.028207, 13.001163 | 10170300090001 | Ladda upp en bild av detta fornminne |
| Jällby 10:1               | Stensättning                |              | Jällby, Västergötland |       | 58.028277, 13.002760 | 10170300100001 | Ladda upp en bild av detta fornminne |
| Jällby 11:1               | Gravfält                    |              | Jällby, Västergötland |       | 58.029153, 13.003981 | 10170300110001 | Ladda upp en bild av detta fornminne |
| Jällby 13:1               | Grav markerad av sten/block |              | Jällby, Västergötland |       | 58.023439, 13.005198 | 10170300130001 | Ladda upp en bild av detta fornminne |
| Jällby 13:2               | Grav markerad av sten/block |              | Jällby, Västergötland |       | 58.023462, 13.005098 | 10170300130002 | Ladda upp en bild av detta fornminne |
| Jällby 13:3               | Grav markerad av sten/block |              | Jällby, Västergötland |       | 58.023379, 13.005180 | 10170300130003 | Ladda upp en bild av detta fornminne |
| Jällby 14:1               | Stenkammargrav              |              | Jällby, Västergötland |       | 58.024584, 13.004293 | 10170300140001 | Ladda upp en bild av detta fornminne |
| Jällby 15:1               | Grav markerad av sten/block |              | Jällby, Västergötland |       | 58.033353, 12.999722 | 10170300150001 | Ladda upp en bild av detta fornminne |
| Jällby 15:2               | Grav markerad av sten/block |              | Jällby, Västergötland |       | 58.033353, 12.999722 | 10170300150002 | Ladda upp en bild av detta fornminne |
| Jällby 15:3               | Grav markerad av sten/block |              | Jällby, Västergötland |       | 58.033353, 12.999722 | 10170300150003 | Ladda upp en bild av detta fornminne |
| Jällby 16:1               | Stenkammargrav              |              | Jällby, Västergötland |       | 58.026890, 13.011983 | 10170300160001 | Ladda upp en bild av detta fornminne |
| Jällby 17:1               | Stenkrets                   |              | Jällby, Västergötland |       | 58.025467, 13.018279 | 10170300170001 | Ladda upp en bild av detta fornminne |
| Jällby 17:2               | Grav markerad av sten/block |              | Jällby, Västergötland |       | 58.025375, 13.018227 | 10170300170002 | Ladda upp en bild av detta fornminne |
| Jällby 17:3               | Grav markerad av sten/block |              | Jällby, Västergötland |       | 58.025392, 13.018392 | 10170300170003 | Ladda upp en bild av detta fornminne |
| Jällby 17:4               | Grav markerad av sten/block |              | Jällby, Västergötland |       | 58.025208, 13.018235 | 10170300170004 | Ladda upp en bild av detta fornminne |
| Råkeberget (Jällby 18:1)  | Gravfält                    |              | Jällby, Västergötland |       | 58.027299, 13.013167 | 10170300180001 | Ladda upp en bild av detta fornminne |
| Jällby 19:1               | Röse                        |              | Jällby, Västergötland |       | 58.022366, 12.998884 | 10170300190001 | Ladda upp en bild av detta fornminne |
| Jällby 20:1               | Gravfält                    |              | Jällby, Västergötland |       | 58.028424, 13.006590 | 10170300200001 | Ladda upp en bild av detta fornminne |
| Jällby 21:1               | Grav markerad av sten/block |              | Jällby, Västergötland |       | 58.027024, 12.995440 | 10170300210001 | Ladda upp en bild av detta fornminne |
| Jällby 21:2               | Stensättning                |              | Jällby, Västergötland |       | 58.027173, 12.995025 | 10170300210002 | Ladda upp en bild av detta fornminne |
| Jällby 21:3               | Stensättning                |              | Jällby, Västergötland |       | 58.027538, 12.994717 | 10170300210003 | Ladda upp en bild av detta fornminne |
| Jällby 22:1               | Stenkrets                   |              | Jällby, Västergötland |       | 58.021865, 13.006541 | 10170300220001 | Ladda upp en bild av detta fornminne |
| Jällby 25:1               | Grav markerad av sten/block |              | Jällby, Västergötland |       | 58.022555, 12.949698 | 10170300250001 | Ladda upp en bild av detta fornminne |
| Jällby 26:1               | Gravfält                    |              | Jällby, Västergötland |       | 58.021640, 12.947282 | 10170300260001 | Ladda upp en bild av detta fornminne |
| Jällby 35:1               | Stensättning                |              | Jällby, Västergötland |       | 58.029018, 12.995979 | 10170300350001 | Ladda upp en bild av detta fornminne |
| Jällby 35:2               | Hällristning                |              | Jällby, Västergötland |       | 58.029018, 12.995979 | 10170300350002 | Ladda upp en bild av detta fornminne |
| Jällby 40:1               | Hög                         |              | Jällby, Västergötland |       | 58.026013, 13.002800 | 10170300400001 | Ladda upp en bild av detta fornminne |
| Jällby 41:1               | Stensättning                |              | Jällby, Västergötland |       | 58.033078, 13.009145 | 10170300410001 | Ladda upp en bild av detta fornminne |
| Jällby 45:1               | Stensättning                |              | Jällby, Västergötland |       | 58.026509, 13.015501 | 10170300450001 | Ladda upp en bild av detta fornminne |
| Jällby 55:1               | Stensättning                |              | Jällby, Västergötland |       | 58.027016, 12.994037 | 10170300550001 | Ladda upp en bild av detta fornminne |
| Jällby 55:2               | Röse                        |              | Jällby, Västergötland |       | 58.026812, 12.993668 | 10170300550002 | Ladda upp en bild av detta fornminne |
| Jällby 56:1               | Hällristning                |              | Jällby, Västergötland |       | 58.023773, 12.978706 | 10170300560001 | Ladda upp en bild av detta fornminne |
| Jällby 57:1               | Hällristning                |              | Jällby, Västergötland |       | 58.030793, 13.014657 | 10170300570001 | Ladda upp en bild av detta fornminne |

## Källunga
| Namn         | Lämningstyp      | Tillkomsttid | Historisk indelning     | Plats | Läge                 | ID-nr          | Bild                                 |
| ------------ | ---------------- | ------------ | ----------------------- | ----- | -------------------- | -------------- | ------------------------------------ |
| Källunga 6:1 | Begravningsplats |              | Källunga, Västergötland |       | 58.046304, 13.161206 | 10171300060001 | Ladda upp en bild av detta fornminne |

## Mjäldrunga
| Namn                    | Lämningstyp                 | Tillkomsttid | Historisk indelning       | Plats | Läge                 | ID-nr          | Bild                                 |
| ----------------------- | --------------------------- | ------------ | ------------------------- | ----- | -------------------- | -------------- | ------------------------------------ |
| Bruden (Mjäldrunga 1:1) | Grav markerad av sten/block |              | Mjäldrunga, Västergötland |       | 58.087010, 13.251023 | 10173400010001 | Ladda upp en bild av detta fornminne |
| Mjäldrunga 2:1          | Gravfält                    |              | Mjäldrunga, Västergötland |       | 58.081264, 13.259226 | 10173400020001 | Ladda upp en bild av detta fornminne |
| Mjäldrunga 13:1         | Hög                         |              | Mjäldrunga, Västergötland |       | 58.076718, 13.264529 | 10173400130001 | Ladda upp en bild av detta fornminne |
| Mjäldrunga 47:1         | Hög                         |              | Mjäldrunga, Västergötland |       | 58.076867, 13.290750 | 10173400470001 | Ladda upp en bild av detta fornminne |
| Mjäldrunga 57:1         | Stenkrets                   |              | Mjäldrunga, Västergötland |       | 58.080509, 13.297946 | 10173400570001 | Ladda upp en bild av detta fornminne |

## Molla
| Namn                    | Lämningstyp                 | Tillkomsttid | Historisk indelning  | Plats | Läge                 | ID-nr          | Bild                                 |
| ----------------------- | --------------------------- | ------------ | -------------------- | ----- | -------------------- | -------------- | ------------------------------------ |
| Molla 5:1               | Gravfält                    |              | Molla, Västergötland |       | 57.932137, 13.061150 | 10173700050001 | Ladda upp en bild av detta fornminne |
| Molla 6:1               | Stensättning                |              | Molla, Västergötland |       | 57.932028, 13.059272 | 10173700060001 | Ladda upp en bild av detta fornminne |
| Molla 6:2               | Stensättning                |              | Molla, Västergötland |       | 57.931934, 13.059388 | 10173700060002 | Ladda upp en bild av detta fornminne |
| Molla 6:3               | Stensättning                |              | Molla, Västergötland |       | 57.931845, 13.059509 | 10173700060003 | Ladda upp en bild av detta fornminne |
| Molla 6:4               | Stensättning                |              | Molla, Västergötland |       | 57.931735, 13.059562 | 10173700060004 | Ladda upp en bild av detta fornminne |
| Molla 9:1               | Gravfält                    |              | Molla, Västergötland |       | 57.932123, 13.063720 | 10173700090001 | Ladda upp en bild av detta fornminne |
| Molla 10:1              | Gravfält                    |              | Molla, Västergötland |       | 57.932293, 13.064968 | 10173700100001 | Ladda upp en bild av detta fornminne |
| Molla 10:2              | Hög                         |              | Molla, Västergötland |       | 57.932572, 13.065074 | 10173700100002 | Ladda upp en bild av detta fornminne |
| Molla 11:1              | Gravfält                    |              | Molla, Västergötland |       | 57.933067, 13.061666 | 10173700110001 | Ladda upp en bild av detta fornminne |
| Molla 12:1              | Gravfält                    |              | Molla, Västergötland |       | 57.933541, 13.062942 | 10173700120001 | Ladda upp en bild av detta fornminne |
| Molla 13:1              | Hög                         |              | Molla, Västergötland |       | 57.933119, 13.063305 | 10173700130001 | Ladda upp en bild av detta fornminne |
| Molla 13:2              | Hög                         |              | Molla, Västergötland |       | 57.933212, 13.063385 | 10173700130002 | Ladda upp en bild av detta fornminne |
| Molla 14:1              | Gravfält                    |              | Molla, Västergötland |       | 57.933254, 13.065490 | 10173700140001 | Ladda upp en bild av detta fornminne |
| Torsberget (Molla 15:1) | Gravfält                    |              | Molla, Västergötland |       | 57.934754, 13.059313 | 10173700150001 | Ladda upp en bild av detta fornminne |
| Molla 16:1              | Hög                         |              | Molla, Västergötland |       | 57.935165, 13.059144 | 10173700160001 | Ladda upp en bild av detta fornminne |
| Molla 20:1              | Stensättning                |              | Molla, Västergötland |       | 57.934181, 13.072823 | 10173700200001 | Ladda upp en bild av detta fornminne |
| Molla 21:1              | Stensättning                |              | Molla, Västergötland |       | 57.934115, 13.074514 | 10173700210001 | Ladda upp en bild av detta fornminne |
| Molla 28:1              | Röse                        |              | Molla, Västergötland |       | 57.938694, 13.063358 | 10173700280001 | Ladda upp en bild av detta fornminne |
| Molla 28:2              | Röse                        |              | Molla, Västergötland |       | 57.938497, 13.063230 | 10173700280002 | Ladda upp en bild av detta fornminne |
| Molla 28:3              | Röse                        |              | Molla, Västergötland |       | 57.938466, 13.062443 | 10173700280003 | Ladda upp en bild av detta fornminne |
| Molla 29:1              | Röse                        |              | Molla, Västergötland |       | 57.939129, 13.062338 | 10173700290001 | Ladda upp en bild av detta fornminne |
| Molla 29:2              | Röse                        |              | Molla, Västergötland |       | 57.939083, 13.062022 | 10173700290002 | Ladda upp en bild av detta fornminne |
| Molla 29:3              | Stensättning                |              | Molla, Västergötland |       | 57.938926, 13.062462 | 10173700290003 | Ladda upp en bild av detta fornminne |
| Molla 30:1              | Gravfält                    |              | Molla, Västergötland |       | 57.941117, 13.065043 | 10173700300001 | Ladda upp en bild av detta fornminne |
| Molla 31:1              | Grav markerad av sten/block |              | Molla, Västergötland |       | 57.939890, 13.065028 | 10173700310001 | Ladda upp en bild av detta fornminne |
| Molla 32:1              | Gravfält                    |              | Molla, Västergötland |       | 57.940981, 13.061489 | 10173700320001 | Ladda upp en bild av detta fornminne |
| Molla 34:1              | Gravfält                    |              | Molla, Västergötland |       | 57.944455, 13.068085 | 10173700340001 | Ladda upp en bild av detta fornminne |
| Molla 36:1              | Hög                         |              | Molla, Västergötland |       | 57.949441, 13.067382 | 10173700360001 | Ladda upp en bild av detta fornminne |
| Molla 38:1              | Röse                        |              | Molla, Västergötland |       | 57.966078, 13.090706 | 10173700380001 | Ladda upp en bild av detta fornminne |
| Molla 39:1              | Hög                         |              | Molla, Västergötland |       | 57.966987, 13.088481 | 10173700390001 | Ladda upp en bild av detta fornminne |
| Molla 42:1              | Hög                         |              | Molla, Västergötland |       | 57.969112, 13.079283 | 10173700420001 | Ladda upp en bild av detta fornminne |
| Molla 42:2              | Hällristning                |              | Molla, Västergötland |       | 57.969082, 13.079447 | 10173700420002 | Ladda upp en bild av detta fornminne |
| Molla 44:1              | Gravfält                    |              | Molla, Västergötland |       | 57.909143, 13.020240 | 10173700440001 | Ladda upp en bild av detta fornminne |
| Molla 46:1              | Hög                         |              | Molla, Västergötland |       | 57.907716, 13.021623 | 10173700460001 | Ladda upp en bild av detta fornminne |
| Molla 46:2              | Hög                         |              | Molla, Västergötland |       | 57.907666, 13.021396 | 10173700460002 | Ladda upp en bild av detta fornminne |
| Molla 47:1              | Gravfält                    |              | Molla, Västergötland |       | 57.907506, 13.020238 | 10173700470001 | Ladda upp en bild av detta fornminne |
| Ratarerör (Molla 48:1)  | Röse                        |              | Molla, Västergötland |       | 57.905131, 13.016186 | 10173700480001 | Ladda upp en bild av detta fornminne |
| Molla 49:1              | Gravfält                    |              | Molla, Västergötland |       | 57.901387, 13.020226 | 10173700490001 | Ladda upp en bild av detta fornminne |
| Molla 72:1              | Gravfält                    |              | Molla, Västergötland |       | 57.960521, 13.084978 | 10173700720001 | Ladda upp en bild av detta fornminne |
| Molla 72:5              | Gravfält                    |              | Molla, Västergötland |       | 57.960948, 13.084701 | 10173700720005 | Ladda upp en bild av detta fornminne |
| Molla 84:1              | Stensättning                |              | Molla, Västergötland |       | 57.934116, 13.068193 | 10173700840001 | Ladda upp en bild av detta fornminne |
| Molla 92:1              | Stensättning                |              | Molla, Västergötland |       | 57.969723, 13.089116 | 10173700920001 | Ladda upp en bild av detta fornminne |
| Molla 93:1              | Röse                        |              | Molla, Västergötland |       | 57.965721, 13.092350 | 10173700930001 | Ladda upp en bild av detta fornminne |
| Molla 98:1              | Stensättning                |              | Molla, Västergötland |       | 57.933938, 13.067214 | 10173700980001 | Ladda upp en bild av detta fornminne |
| Molla 107:1             | Stenkrets                   |              | Molla, Västergötland |       | 57.901406, 13.019571 | 10173701070001 | Ladda upp en bild av detta fornminne |
| Molla 107:2             | Stenkrets                   |              | Molla, Västergötland |       | 57.901312, 13.019453 | 10173701070002 | Ladda upp en bild av detta fornminne |

## Norra Säm
| Namn                     | Lämningstyp                 | Tillkomsttid | Historisk indelning      | Plats | Läge                 | ID-nr          | Bild                                      |
| ------------------------ | --------------------------- | ------------ | ------------------------ | ----- | -------------------- | -------------- | ----------------------------------------- |
| Norra Säm 1:1            | Kyrka/kapell                |              | Norra Säm, Västergötland |       | 57.992895, 13.162176 | 10174500010001 | Ladda upp en bild av detta fornminne      |
| Norra Säm 1:2            | Begravningsplats            |              | Norra Säm, Västergötland |       | 57.992931, 13.162054 | 10174500010002 | Ladda upp en bild av detta fornminne      |
| Lunnerör (Norra Säm 4:1) | Röse                        |              | Norra Säm, Västergötland |       | 58.009881, 13.162805 | 10174500040001 | Ladda upp en bild av detta fornminne      |
| Lunnerör (Norra Säm 4:2) | Stensättning                |              | Norra Säm, Västergötland |       | 58.009815, 13.163104 | 10174500040002 | Ladda upp en bild av detta fornminne      |
| Norra Säm 5:1            | Gravfält                    |              | Norra Säm, Västergötland |       | 58.009791, 13.165856 | 10174500050001 | Ladda upp en bild av detta fornminne      |
| Norra Säm 6:2            | Röse                        |              | Norra Säm, Västergötland |       | 58.000854, 13.173332 | 10174500060002 | Ladda upp en bild av detta fornminne      |
| Norra Säm 6:3            | Stensättning                |              | Norra Säm, Västergötland |       | 58.000982, 13.173321 | 10174500060003 | Ladda upp en bild av detta fornminne      |
| Norra Säm 7:1            | Röse                        |              | Norra Säm, Västergötland |       | 58.002507, 13.175119 | 10174500070001 | Ladda upp en bild av detta fornminne      |
| Norra Säm 8:1            | Gravfält                    |              | Norra Säm, Västergötland |       | 58.002500, 13.182048 | 10174500080001 | Ladda upp en bild av detta fornminne      |
| Norra Säm 9:1            | Röse                        |              | Norra Säm, Västergötland |       | 58.002441, 13.188624 | 10174500090001 | Ladda upp en bild av detta fornminne      |
| Norra Säm 9:2            | Röse                        |              | Norra Säm, Västergötland |       | 58.002319, 13.188491 | 10174500090002 | Ladda upp en bild av detta fornminne      |
| Norra Säm 9:3            | Stensättning                |              | Norra Säm, Västergötland |       | 58.002729, 13.188747 | 10174500090003 | Ladda upp en bild av detta fornminne      |
| Norra Säm 10:1           | Stenkammargrav              |              | Norra Säm, Västergötland |       | 58.003345, 13.199555 | 10174500100001 | Ladda upp en till bild av detta fornminne |
| Norra Säm 11:1           | Röse                        |              | Norra Säm, Västergötland |       | 58.007416, 13.215188 | 10174500110001 | Ladda upp en bild av detta fornminne      |
| Norra Säm 12:1           | Grav markerad av sten/block |              | Norra Säm, Västergötland |       | 58.007163, 13.195815 | 10174500120001 | Ladda upp en bild av detta fornminne      |
| Norra Säm 12:2           | Grav markerad av sten/block |              | Norra Säm, Västergötland |       | 58.007163, 13.195815 | 10174500120002 | Ladda upp en bild av detta fornminne      |
| Norra Säm 14:1           | Gravfält                    |              | Norra Säm, Västergötland |       | 57.999220, 13.175809 | 10174500140001 | Ladda upp en bild av detta fornminne      |
| Norra Säm 15:1           | Stensättning                |              | Norra Säm, Västergötland |       | 57.999254, 13.170463 | 10174500150001 | Ladda upp en bild av detta fornminne      |
| Norra Säm 15:2           | Stensättning                |              | Norra Säm, Västergötland |       | 57.999303, 13.170514 | 10174500150002 | Ladda upp en bild av detta fornminne      |
| Norra Säm 16:1           | Stensättning                |              | Norra Säm, Västergötland |       | 57.999719, 13.171366 | 10174500160001 | Ladda upp en bild av detta fornminne      |
| Norra Säm 16:2           | Stensättning                |              | Norra Säm, Västergötland |       | 57.999639, 13.171568 | 10174500160002 | Ladda upp en bild av detta fornminne      |
| Norra Säm 16:3           | Stensättning                |              | Norra Säm, Västergötland |       | 57.999550, 13.171733 | 10174500160003 | Ladda upp en bild av detta fornminne      |
| Norra Säm 17:1           | Stensättning                |              | Norra Säm, Västergötland |       | 57.996939, 13.165946 | 10174500170001 | Ladda upp en bild av detta fornminne      |
| Norra Säm 18:1           | Stensättning                |              | Norra Säm, Västergötland |       | 57.998179, 13.168351 | 10174500180001 | Ladda upp en bild av detta fornminne      |
| Norra Säm 19:1           | Stensättning                |              | Norra Säm, Västergötland |       | 57.997969, 13.173547 | 10174500190001 | Ladda upp en bild av detta fornminne      |
| Norra Säm 20:1           | Stenkrets                   |              | Norra Säm, Västergötland |       | 57.985006, 13.174624 | 10174500200001 | Ladda upp en bild av detta fornminne      |
| Norra Säm 20:2           | Stenkrets                   |              | Norra Säm, Västergötland |       | 57.985087, 13.174835 | 10174500200002 | Ladda upp en bild av detta fornminne      |
| Norra Säm 20:3           | Stenkrets                   |              | Norra Säm, Västergötland |       | 57.984945, 13.174889 | 10174500200003 | Ladda upp en bild av detta fornminne      |
| Norra Säm 25:1           | Stenkrets                   |              | Norra Säm, Västergötland |       | 58.004204, 13.202792 | 10174500250001 | Ladda upp en bild av detta fornminne      |
| Norra Säm 26:1           | Hällristning                |              | Norra Säm, Västergötland |       | 57.992840, 13.165727 | 10174500260001 | Ladda upp en bild av detta fornminne      |
| Norra Säm 28:1           | Stensättning                |              | Norra Säm, Västergötland |       | 57.998525, 13.181697 | 10174500280001 | Ladda upp en bild av detta fornminne      |
| Norra Säm 30:1           | Hällristning                |              | Norra Säm, Västergötland |       | 57.983293, 13.168047 | 10174500300001 | Ladda upp en bild av detta fornminne      |

## Od
| Namn                     | Lämningstyp                 | Tillkomsttid | Historisk indelning | Plats | Läge                 | ID-nr          | Bild                                 |
| ------------------------ | --------------------------- | ------------ | ------------------- | ----- | -------------------- | -------------- | ------------------------------------ |
| Od 2:1                   | Gravfält                    |              | Od, Västergötland   |       | 57.945516, 13.187969 | 10175000020001 | Ladda upp en bild av detta fornminne |
| Od 2:3                   | Grav markerad av sten/block |              | Od, Västergötland   |       | 57.945391, 13.188634 | 10175000020003 | Ladda upp en bild av detta fornminne |
| Od 3:1                   | Gravfält                    |              | Od, Västergötland   |       | 57.943745, 13.185669 | 10175000030001 | Ladda upp en bild av detta fornminne |
| Od 4:1                   | Gravfält                    |              | Od, Västergötland   |       | 57.939060, 13.185231 | 10175000040001 | Ladda upp en bild av detta fornminne |
| Od 5:1                   | Stenkrets                   |              | Od, Västergötland   |       | 57.940685, 13.182226 | 10175000050001 | Ladda upp en bild av detta fornminne |
| Od 5:3                   | Stenkrets                   |              | Od, Västergötland   |       | 57.940647, 13.182361 | 10175000050003 | Ladda upp en bild av detta fornminne |
| Od 5:4                   | Grav markerad av sten/block |              | Od, Västergötland   |       | 57.940587, 13.182436 | 10175000050004 | Ladda upp en bild av detta fornminne |
| Od 6:1                   | Stensättning                |              | Od, Västergötland   |       | 57.937748, 13.189364 | 10175000060001 | Ladda upp en bild av detta fornminne |
| Örkestorp (Od 7:1)       | Stensättning                |              | Od, Västergötland   |       | 57.935948, 13.182126 | 10175000070001 | Ladda upp en bild av detta fornminne |
| Assars kulle (Od 9:1)    | Grav markerad av sten/block |              | Od, Västergötland   |       | 57.935174, 13.188027 | 10175000090001 | Ladda upp en bild av detta fornminne |
| Od 10:1                  | Stensättning                |              | Od, Västergötland   |       | 57.933972, 13.169387 | 10175000100001 | Ladda upp en bild av detta fornminne |
| Od 10:2                  | Stensättning                |              | Od, Västergötland   |       | 57.933912, 13.169594 | 10175000100002 | Ladda upp en bild av detta fornminne |
| Od 11:1                  | Gravfält                    |              | Od, Västergötland   |       | 57.933454, 13.170211 | 10175000110001 | Ladda upp en bild av detta fornminne |
| Od 12:1                  | Gravfält                    |              | Od, Västergötland   |       | 57.934334, 13.176441 | 10175000120001 | Ladda upp en bild av detta fornminne |
| Jättagraven (Od 15:1)    | Stenkammargrav              |              | Od, Västergötland   |       | 57.929146, 13.122895 | 10175000150001 | Ladda upp en bild av detta fornminne |
| Od 17:1                  | Röse                        |              | Od, Västergötland   |       | 57.928551, 13.142820 | 10175000170001 | Ladda upp en bild av detta fornminne |
| Od 18:1                  | Stensättning                |              | Od, Västergötland   |       | 57.928913, 13.144054 | 10175000180001 | Ladda upp en bild av detta fornminne |
| Od 20:1                  | Gravfält                    |              | Od, Västergötland   |       | 57.935743, 13.176765 | 10175000200001 | Ladda upp en bild av detta fornminne |
| Od 21:1                  | Stensättning                |              | Od, Västergötland   |       | 57.912491, 13.134557 | 10175000210001 | Ladda upp en bild av detta fornminne |
| Od 22:1                  | Stenkrets                   |              | Od, Västergötland   |       | 57.913711, 13.139220 | 10175000220001 | Ladda upp en bild av detta fornminne |
| Od 27:1                  | Stensättning                |              | Od, Västergötland   |       | 57.954234, 13.162260 | 10175000270001 | Ladda upp en bild av detta fornminne |
| Od 29:1                  | Stenkrets                   |              | Od, Västergötland   |       | 57.953034, 13.173857 | 10175000290001 | Ladda upp en bild av detta fornminne |
| Ods gravkullar (Od 30:1) | Hög                         |              | Od, Västergötland   |       | 57.946188, 13.183909 | 10175000300001 | Ladda upp en bild av detta fornminne |
| Ods gravkullar (Od 30:2) | Hög                         |              | Od, Västergötland   |       | 57.946011, 13.183588 | 10175000300002 | Ladda upp en bild av detta fornminne |
| Ods gravkullar (Od 30:3) | Hög                         |              | Od, Västergötland   |       | 57.946338, 13.183630 | 10175000300003 | Ladda upp en bild av detta fornminne |
| Od 31:1                  | Stensättning                |              | Od, Västergötland   |       | 57.951962, 13.182595 | 10175000310001 | Ladda upp en bild av detta fornminne |
| Od 36:1                  | Gravfält                    |              | Od, Västergötland   |       | 57.949854, 13.217701 | 10175000360001 | Ladda upp en bild av detta fornminne |
| Od 79:2                  | Stensättning                |              | Od, Västergötland   |       | 57.947207, 13.161875 | 10175000790002 | Ladda upp en bild av detta fornminne |
| Od 90:1                  | Hällristning                |              | Od, Västergötland   |       | 57.940229, 13.182373 | 10175000900001 | Ladda upp en bild av detta fornminne |
| Od 91:1                  | Hällristning                |              | Od, Västergötland   |       | 57.939924, 13.173258 | 10175000910001 | Ladda upp en bild av detta fornminne |
| Od 92:1                  | Stensättning                |              | Od, Västergötland   |       | 57.939383, 13.172459 | 10175000920001 | Ladda upp en bild av detta fornminne |
| Od 115:1                 | Hällristning                |              | Od, Västergötland   |       | 57.934391, 13.175169 | 10175001150001 | Ladda upp en bild av detta fornminne |

## Remmene
| Namn                            | Lämningstyp                 | Tillkomsttid | Historisk indelning    | Plats | Läge                 | ID-nr          | Bild                                      |
| ------------------------------- | --------------------------- | ------------ | ---------------------- | ----- | -------------------- | -------------- | ----------------------------------------- |
| Remmenedal (Remmene 1:1)        | Hög                         |              | Remmene, Västergötland |       | 58.071547, 12.961656 | 10175300010001 | Ladda upp en bild av detta fornminne      |
| Remmene 2:1                     | Hög                         |              | Remmene, Västergötland |       | 58.069441, 12.960466 | 10175300020001 | Ladda upp en bild av detta fornminne      |
| Remmene 3:1                     | Hög                         |              | Remmene, Västergötland |       | 58.065761, 12.948568 | 10175300030001 | Ladda upp en bild av detta fornminne      |
| Remmene 3:2                     | Stenkrets                   |              | Remmene, Västergötland |       | 58.065527, 12.948635 | 10175300030002 | Ladda upp en bild av detta fornminne      |
| Remmene 4:1                     | Gravfält                    |              | Remmene, Västergötland |       | 58.068219, 12.957631 | 10175300040001 | Ladda upp en bild av detta fornminne      |
| Remmene 5:1                     | Grav markerad av sten/block |              | Remmene, Västergötland |       | 58.065233, 12.952143 | 10175300050001 | Ladda upp en bild av detta fornminne      |
| Remmene kyrkogård (Remmene 6:1) | Runristning                 |              | Remmene, Västergötland |       | 58.062951, 12.952324 | 10175300060001 | Ladda upp en till bild av detta fornminne |
| Remmene 8:1                     | Grav markerad av sten/block |              | Remmene, Västergötland |       | 58.052200, 12.966080 | 10175300080001 | Ladda upp en bild av detta fornminne      |
| Pjukestenen (Remmene 9:1)       | Grav markerad av sten/block |              | Remmene, Västergötland |       | 58.051329, 12.968303 | 10175300090001 | Ladda upp en bild av detta fornminne      |
| Remmene 10:1                    | Röse                        |              | Remmene, Västergötland |       | 58.049318, 12.972009 | 10175300100001 | Ladda upp en bild av detta fornminne      |
| Remmene 11:1                    | Röse                        |              | Remmene, Västergötland |       | 58.054589, 12.963719 | 10175300110001 | Ladda upp en bild av detta fornminne      |
| Remmene 11:2                    | Stensättning                |              | Remmene, Västergötland |       | 58.054465, 12.964076 | 10175300110002 | Ladda upp en bild av detta fornminne      |
| Remmene 12:1                    | Stensättning                |              | Remmene, Västergötland |       | 58.052846, 12.967835 | 10175300120001 | Ladda upp en bild av detta fornminne      |
| Remmene 13:1                    | Röse                        |              | Remmene, Västergötland |       | 58.053068, 12.969050 | 10175300130001 | Ladda upp en bild av detta fornminne      |
| Remmene 14:1                    | Röse                        |              | Remmene, Västergötland |       | 58.054798, 12.970848 | 10175300140001 | Ladda upp en bild av detta fornminne      |
| Remmene 15:1                    | Röse                        |              | Remmene, Västergötland |       | 58.055547, 12.970412 | 10175300150001 | Ladda upp en bild av detta fornminne      |
| Remmene 15:2                    | Röse                        |              | Remmene, Västergötland |       | 58.055414, 12.970465 | 10175300150002 | Ladda upp en bild av detta fornminne      |
| Remmene 16:1                    | Röse                        |              | Remmene, Västergötland |       | 58.059377, 12.968755 | 10175300160001 | Ladda upp en bild av detta fornminne      |
| Remmene 16:2                    | Röse                        |              | Remmene, Västergötland |       | 58.059451, 12.969015 | 10175300160002 | Ladda upp en bild av detta fornminne      |
| Remmene 17:1                    | Röse                        |              | Remmene, Västergötland |       | 58.053917, 12.965035 | 10175300170001 | Ladda upp en bild av detta fornminne      |
| Remmene 18:1                    | Gravfält                    |              | Remmene, Västergötland |       | 58.068862, 12.950514 | 10175300180001 | Ladda upp en bild av detta fornminne      |
| Rösås (Remmene 19:1)            | Gravfält                    |              | Remmene, Västergötland |       | 58.054309, 12.952289 | 10175300190001 | Ladda upp en bild av detta fornminne      |
| Remmene 21:1                    | Hällristning                |              | Remmene, Västergötland |       | 58.039197, 12.946286 | 10175300210001 | Ladda upp en bild av detta fornminne      |
| Remmene 22:1                    | Stensättning                |              | Remmene, Västergötland |       | 58.041601, 12.942154 | 10175300220001 | Ladda upp en bild av detta fornminne      |
| Remmene 24:1                    | Hög                         |              | Remmene, Västergötland |       | 58.072056, 12.960944 | 10175300240001 | Ladda upp en bild av detta fornminne      |
| Norskullen (Remmene 25:1)       | Stensättning                |              | Remmene, Västergötland |       | 58.060932, 12.953854 | 10175300250001 | Ladda upp en bild av detta fornminne      |
| Norskullen (Remmene 25:2)       | Hällristning                |              | Remmene, Västergötland |       | 58.060899, 12.953642 | 10175300250002 | Ladda upp en bild av detta fornminne      |
| Remmene 27:1                    | Stenkrets                   |              | Remmene, Västergötland |       | 58.057802, 12.961825 | 10175300270001 | Ladda upp en bild av detta fornminne      |
| Remmene 29:1                    | Stensättning                |              | Remmene, Västergötland |       | 58.039431, 12.938747 | 10175300290001 | Ladda upp en bild av detta fornminne      |
| Remmene 31:1                    | Stensättning                |              | Remmene, Västergötland |       | 58.057490, 12.969034 | 10175300310001 | Ladda upp en bild av detta fornminne      |
| Remmene 32:1                    | Stensättning                |              | Remmene, Västergötland |       | 58.056784, 12.967790 | 10175300320001 | Ladda upp en bild av detta fornminne      |
| Remmene 34:1                    | Runristning                 |              | Remmene, Västergötland |       | 58.052210, 12.931175 | 10175300340001 | Ladda upp en bild av detta fornminne      |
| Remmene 48:1                    | Stensättning                |              | Remmene, Västergötland |       | 58.046533, 12.975439 | 10175300480001 | Ladda upp en bild av detta fornminne      |
| Remmene 55:1                    | Stensättning                |              | Remmene, Västergötland |       | 58.049537, 12.970660 | 10175300550001 | Ladda upp en bild av detta fornminne      |
| Remmene 77:1                    | Stensättning                |              | Remmene, Västergötland |       | 58.045282, 12.923772 | 10175300770001 | Ladda upp en bild av detta fornminne      |
| Remmene 78:1                    | Hällristning                |              | Remmene, Västergötland |       | 58.045363, 12.923103 | 10175300780001 | Ladda upp en bild av detta fornminne      |
| Remmene 79:1                    | Hällristning                |              | Remmene, Västergötland |       | 58.042105, 12.924813 | 10175300790001 | Ladda upp en bild av detta fornminne      |
| Remmene 80:1                    | Hällristning                |              | Remmene, Västergötland |       | 58.041753, 12.922939 | 10175300800001 | Ladda upp en bild av detta fornminne      |
| Remmene 81:1                    | Hällristning                |              | Remmene, Västergötland |       | 58.050242, 12.937527 | 10175300810001 | Ladda upp en bild av detta fornminne      |
| Remmene 82:1                    | Stensättning                |              | Remmene, Västergötland |       | 58.045104, 12.939049 | 10175300820001 | Ladda upp en bild av detta fornminne      |
| Remmene 83:1                    | Stenkammargrav              |              | Remmene, Västergötland |       | 58.045717, 12.942103 | 10175300830001 | Ladda upp en bild av detta fornminne      |
| Remmene 85:1                    | Hällristning                |              | Remmene, Västergötland |       | 58.045968, 12.965728 | 10175300850001 | Ladda upp en bild av detta fornminne      |
| Remmene 86:1                    | Hällristning                |              | Remmene, Västergötland |       | 58.059559, 12.953902 | 10175300860001 | Ladda upp en bild av detta fornminne      |
| Remmene 86:2                    | Hällristning                |              | Remmene, Västergötland |       | 58.059424, 12.953769 | 10175300860002 | Ladda upp en bild av detta fornminne      |
| Remmene 86:3                    | Hög                         |              | Remmene, Västergötland |       | 58.059603, 12.953455 | 10175300860003 | Ladda upp en bild av detta fornminne      |
| Remmene 86:4                    | Stensättning                |              | Remmene, Västergötland |       | 58.059548, 12.953215 | 10175300860004 | Ladda upp en bild av detta fornminne      |
| Remmene 86:5                    | Hällristning                |              | Remmene, Västergötland |       | 58.059474, 12.953091 | 10175300860005 | Ladda upp en bild av detta fornminne      |
| Remmene 89:1                    | Hällristning                |              | Remmene, Västergötland |       | 58.057498, 12.963981 | 10175300890001 | Ladda upp en bild av detta fornminne      |
| Remmene 89:2                    | Hällristning                |              | Remmene, Västergötland |       | 58.057414, 12.963963 | 10175300890002 | Ladda upp en bild av detta fornminne      |
| Remmene 89:3                    | Hällristning                |              | Remmene, Västergötland |       | 58.057410, 12.963974 | 10175300890003 | Ladda upp en bild av detta fornminne      |
| Remmene 90:1                    | Hällristning                |              | Remmene, Västergötland |       | 58.058334, 12.965714 | 10175300900001 | Ladda upp en bild av detta fornminne      |
| Remmene 91:1                    | Stensättning                |              | Remmene, Västergötland |       | 58.051601, 12.967156 | 10175300910001 | Ladda upp en bild av detta fornminne      |
| Remmene 91:2                    | Stensättning                |              | Remmene, Västergötland |       | 58.051699, 12.966965 | 10175300910002 | Ladda upp en bild av detta fornminne      |
| Remmene 93:1                    | Stenkammargrav              |              | Remmene, Västergötland |       | 58.037333, 12.940536 | 10175300930001 | Ladda upp en bild av detta fornminne      |
| Remmene 95:1                    | Stensättning                |              | Remmene, Västergötland |       | 58.058103, 12.950151 | 10175300950001 | Ladda upp en bild av detta fornminne      |
| Remmene 96:1                    | Stensättning                |              | Remmene, Västergötland |       | 58.055036, 12.946614 | 10175300960001 | Ladda upp en bild av detta fornminne      |
| Remmene 96:2                    | Stenkrets                   |              | Remmene, Västergötland |       | 58.055248, 12.946877 | 10175300960002 | Ladda upp en bild av detta fornminne      |
| Remmene 98:1                    | Stensättning                |              | Remmene, Västergötland |       | 58.060903, 12.957045 | 10175300980001 | Ladda upp en bild av detta fornminne      |
| Gåsakullen (Remmene 99:1)       | Stensättning                |              | Remmene, Västergötland |       | 58.059510, 12.938906 | 10175300990001 | Ladda upp en bild av detta fornminne      |
| Remmene 100:1                   | Hög                         |              | Remmene, Västergötland |       | 58.058777, 12.929805 | 10175301000001 | Ladda upp en bild av detta fornminne      |
| Remmene 106:1                   | Hällristning                |              | Remmene, Västergötland |       | 58.052995, 12.930071 | 10175301060001 | Ladda upp en bild av detta fornminne      |
| Remmene 109:1                   | Hällristning                |              | Remmene, Västergötland |       | 58.067002, 12.958749 | 10175301090001 | Ladda upp en bild av detta fornminne      |
| Remmene 112:1                   | Stensättning                |              | Remmene, Västergötland |       | 58.046755, 12.940452 | 10175301120001 | Ladda upp en bild av detta fornminne      |
| Remmene 113:1                   | Hällristning                |              | Remmene, Västergötland |       | 58.056836, 12.930792 | 10175301130001 | Ladda upp en bild av detta fornminne      |
| Remmene 120:1                   | Hög                         |              | Remmene, Västergötland |       | 58.064416, 12.964129 | 10175301200001 | Ladda upp en bild av detta fornminne      |

## Skölvene
| Namn          | Lämningstyp    | Tillkomsttid | Historisk indelning     | Plats | Läge                 | ID-nr          | Bild                                 |
| ------------- | -------------- | ------------ | ----------------------- | ----- | -------------------- | -------------- | ------------------------------------ |
| Skölvene 2:1  | Stensättning   |              | Skölvene, Västergötland |       | 58.021608, 13.146662 | 10177400020001 | Ladda upp en bild av detta fornminne |
| Skölvene 6:1  | Gravfält       |              | Skölvene, Västergötland |       | 58.021050, 13.128718 | 10177400060001 | Ladda upp en bild av detta fornminne |
| Skölvene 12:1 | Stenkammargrav |              | Skölvene, Västergötland |       | 58.019378, 13.140496 | 10177400120001 | Ladda upp en bild av detta fornminne |
| Skölvene 13:1 | Stensättning   |              | Skölvene, Västergötland |       | 58.010017, 13.162900 | 10177400130001 | Ladda upp en bild av detta fornminne |
| Skölvene 13:2 | Stensättning   |              | Skölvene, Västergötland |       | 58.010130, 13.162963 | 10177400130002 | Ladda upp en bild av detta fornminne |
| Skölvene 15:1 | Gravfält       |              | Skölvene, Västergötland |       | 58.019649, 13.151698 | 10177400150001 | Ladda upp en bild av detta fornminne |
| Skölvene 21:1 | Röse           |              | Skölvene, Västergötland |       | 58.017127, 13.153347 | 10177400210001 | Ladda upp en bild av detta fornminne |
| Skölvene 22:1 | Röse           |              | Skölvene, Västergötland |       | 58.015146, 13.149199 | 10177400220001 | Ladda upp en bild av detta fornminne |
| Skölvene 28:1 | Stenkammargrav |              | Skölvene, Västergötland |       | 58.020142, 13.178921 | 10177400280001 | Ladda upp en bild av detta fornminne |
| Källunga 96:1 | Röse           |              | Skölvene, Västergötland |       | 58.030815, 13.153798 | 10171300960001 | Ladda upp en bild av detta fornminne |

## Södra Björke
| Namn             | Lämningstyp | Tillkomsttid | Historisk indelning         | Plats | Läge                 | ID-nr          | Bild                                 |
| ---------------- | ----------- | ------------ | --------------------------- | ----- | -------------------- | -------------- | ------------------------------------ |
| Södra Björke 6:1 | Gravfält    |              | Södra Björke, Västergötland |       | 58.013387, 13.060048 | 10178600060001 | Ladda upp en bild av detta fornminne |
| Södra Björke 7:1 | Gravfält    |              | Södra Björke, Västergötland |       | 58.014126, 13.056401 | 10178600070001 | Ladda upp en bild av detta fornminne |
| Södra Björke 8:1 | Gravfält    |              | Södra Björke, Västergötland |       | 58.014767, 13.057851 | 10178600080001 | Ladda upp en bild av detta fornminne |

## Tarsled
| Namn                       | Lämningstyp                 | Tillkomsttid | Historisk indelning    | Plats | Läge                 | ID-nr          | Bild                                      |
| -------------------------- | --------------------------- | ------------ | ---------------------- | ----- | -------------------- | -------------- | ----------------------------------------- |
| Tarsled 1:1                | Kyrka/kapell                |              | Tarsled, Västergötland |       | 58.074855, 12.980857 | 10179100010001 | Ladda upp en bild av detta fornminne      |
| Tarsled 1:3                | Begravningsplats            |              | Tarsled, Västergötland |       | 58.074834, 12.981013 | 10179100010003 | Ladda upp en bild av detta fornminne      |
| Nycklabacken (Tarsled 3:1) | Gravfält                    |              | Tarsled, Västergötland |       | 58.080584, 12.964413 | 10179100030001 | Ladda upp en till bild av detta fornminne |
| Tarsled 5:1                | Gravfält                    |              | Tarsled, Västergötland |       | 58.073569, 12.961179 | 10179100050001 | Ladda upp en bild av detta fornminne      |
| Tuppastenen (Tarsled 7:1)  | Grav markerad av sten/block |              | Tarsled, Västergötland |       | 58.076037, 13.003177 | 10179100070001 | Ladda upp en till bild av detta fornminne |
| Tarsled 8:1                | Röse                        |              | Tarsled, Västergötland |       | 58.056507, 13.010759 | 10179100080001 | Ladda upp en bild av detta fornminne      |
| Tarsled 8:2                | Röse                        |              | Tarsled, Västergötland |       | 58.056485, 13.011008 | 10179100080002 | Ladda upp en bild av detta fornminne      |
| Tarsled 9:1                | Gravfält                    |              | Tarsled, Västergötland |       | 58.057094, 13.009264 | 10179100090001 | Ladda upp en bild av detta fornminne      |
| Tarsled 12:1               | Grav markerad av sten/block |              | Tarsled, Västergötland |       | 58.057663, 13.009417 | 10179100120001 | Ladda upp en bild av detta fornminne      |
| Tarsled 13:1               | Röse                        |              | Tarsled, Västergötland |       | 58.058219, 13.012118 | 10179100130001 | Ladda upp en bild av detta fornminne      |
| Tarsled 14:1               | Röse                        |              | Tarsled, Västergötland |       | 58.057946, 13.012644 | 10179100140001 | Ladda upp en bild av detta fornminne      |
| Tarsled 14:2               | Röse                        |              | Tarsled, Västergötland |       | 58.057810, 13.012566 | 10179100140002 | Ladda upp en bild av detta fornminne      |
| Tarsled 14:3               | Röse                        |              | Tarsled, Västergötland |       | 58.057808, 13.012312 | 10179100140003 | Ladda upp en bild av detta fornminne      |
| Tarsled 14:4               | Röse                        |              | Tarsled, Västergötland |       | 58.057817, 13.012047 | 10179100140004 | Ladda upp en bild av detta fornminne      |
| Tarsled 16:1               | Röse                        |              | Tarsled, Västergötland |       | 58.058200, 13.013838 | 10179100160001 | Ladda upp en bild av detta fornminne      |
| Tarsled 17:1               | Röse                        |              | Tarsled, Västergötland |       | 58.059376, 13.015502 | 10179100170001 | Ladda upp en bild av detta fornminne      |
| Tarsled 17:2               | Röse                        |              | Tarsled, Västergötland |       | 58.059376, 13.015784 | 10179100170002 | Ladda upp en bild av detta fornminne      |
| Tarsled 18:1               | Röse                        |              | Tarsled, Västergötland |       | 58.059123, 13.016640 | 10179100180001 | Ladda upp en bild av detta fornminne      |
| Tarsled 18:2               | Röse                        |              | Tarsled, Västergötland |       | 58.059188, 13.016954 | 10179100180002 | Ladda upp en bild av detta fornminne      |
| Tarsled 18:3               | Röse                        |              | Tarsled, Västergötland |       | 58.058953, 13.017324 | 10179100180003 | Ladda upp en bild av detta fornminne      |
| Tarsled 19:1               | Röse                        |              | Tarsled, Västergötland |       | 58.058336, 13.016696 | 10179100190001 | Ladda upp en bild av detta fornminne      |
| Die rör (Tarsled 20:1)     | Röse                        |              | Tarsled, Västergötland |       | 58.061591, 13.029712 | 10179100200001 | Ladda upp en bild av detta fornminne      |
| Tarsled 22:1               | Stensättning                |              | Tarsled, Västergötland |       | 58.060951, 13.047086 | 10179100220001 | Ladda upp en bild av detta fornminne      |
| Tarsled 23:1               | Röse                        |              | Tarsled, Västergötland |       | 58.061632, 13.047503 | 10179100230001 | Ladda upp en bild av detta fornminne      |
| Tarsled 24:1               | Röse                        |              | Tarsled, Västergötland |       | 58.062332, 13.049773 | 10179100240001 | Ladda upp en bild av detta fornminne      |
| Tarsled 25:1               | Röse                        |              | Tarsled, Västergötland |       | 58.063029, 13.050054 | 10179100250001 | Ladda upp en bild av detta fornminne      |
| Tarsled 25:2               | Röse                        |              | Tarsled, Västergötland |       | 58.062876, 13.050072 | 10179100250002 | Ladda upp en bild av detta fornminne      |
| Tarsled 27:1               | Stensättning                |              | Tarsled, Västergötland |       | 58.064620, 13.056587 | 10179100270001 | Ladda upp en bild av detta fornminne      |
| Tarsled 27:2               | Stensättning                |              | Tarsled, Västergötland |       | 58.064341, 13.056303 | 10179100270002 | Ladda upp en bild av detta fornminne      |
| Tarsled 27:3               | Röse                        |              | Tarsled, Västergötland |       | 58.064258, 13.056116 | 10179100270003 | Ladda upp en bild av detta fornminne      |
| Tarsled 29:1               | Röse                        |              | Tarsled, Västergötland |       | 58.058453, 13.022209 | 10179100290001 | Ladda upp en bild av detta fornminne      |
| Tarsled 32:1               | Hällristning                |              | Tarsled, Västergötland |       | 58.078336, 12.969547 | 10179100320001 | Ladda upp en bild av detta fornminne      |
| Tarsled 36:1               | Hällristning                |              | Tarsled, Västergötland |       | 58.063571, 12.975696 | 10179100360001 | Ladda upp en bild av detta fornminne      |
| Tarsled 37:1               | Gravfält                    |              | Tarsled, Västergötland |       | 58.060739, 12.973072 | 10179100370001 | Ladda upp en bild av detta fornminne      |
| Tarsled 38:1               | Hög                         |              | Tarsled, Västergötland |       | 58.070806, 12.978775 | 10179100380001 | Ladda upp en bild av detta fornminne      |
| Tarsled 39:1               | Gravfält                    |              | Tarsled, Västergötland |       | 58.061165, 13.007787 | 10179100390001 | Ladda upp en bild av detta fornminne      |
| Tarsled 40:1               | Stensättning                |              | Tarsled, Västergötland |       | 58.061500, 13.008415 | 10179100400001 | Ladda upp en bild av detta fornminne      |
| Tarsled 40:2               | Röse                        |              | Tarsled, Västergötland |       | 58.061328, 13.009064 | 10179100400002 | Ladda upp en bild av detta fornminne      |
| Tarsled 40:3               | Röse                        |              | Tarsled, Västergötland |       | 58.061234, 13.009226 | 10179100400003 | Ladda upp en bild av detta fornminne      |
| Tarsled 41:1               | Hällristning                |              | Tarsled, Västergötland |       | 58.058934, 13.011353 | 10179100410001 | Ladda upp en bild av detta fornminne      |
| Tarsled 41:2               | Hällristning                |              | Tarsled, Västergötland |       | 58.059034, 13.011677 | 10179100410002 | Ladda upp en bild av detta fornminne      |
| Tarsled 42:1               | Röse                        |              | Tarsled, Västergötland |       | 58.056279, 13.003280 | 10179100420001 | Ladda upp en bild av detta fornminne      |
| Tarsled 43:1               | Stensättning                |              | Tarsled, Västergötland |       | 58.067211, 13.021761 | 10179100430001 | Ladda upp en bild av detta fornminne      |
| Tarsled 43:2               | Stensättning                |              | Tarsled, Västergötland |       | 58.066963, 13.020980 | 10179100430002 | Ladda upp en bild av detta fornminne      |
| Tarsled 43:3               | Stenkrets                   |              | Tarsled, Västergötland |       | 58.066811, 13.020866 | 10179100430003 | Ladda upp en bild av detta fornminne      |
| Tarsled 44:1               | Röse                        |              | Tarsled, Västergötland |       | 58.056333, 13.019975 | 10179100440001 | Ladda upp en bild av detta fornminne      |
| Tarsled 45:1               | Hällristning                |              | Tarsled, Västergötland |       | 58.064986, 13.033523 | 10179100450001 | Ladda upp en bild av detta fornminne      |
| Tarsled 47:1               | Stensättning                |              | Tarsled, Västergötland |       | 58.063218, 13.021580 | 10179100470001 | Ladda upp en bild av detta fornminne      |
| Tarsled 47:2               | Stensättning                |              | Tarsled, Västergötland |       | 58.063164, 13.021770 | 10179100470002 | Ladda upp en bild av detta fornminne      |
| Tarsled 48:1               | Stensättning                |              | Tarsled, Västergötland |       | 58.062914, 13.019640 | 10179100480001 | Ladda upp en bild av detta fornminne      |
| Tarsled 48:2               | Stensättning                |              | Tarsled, Västergötland |       | 58.062907, 13.020051 | 10179100480002 | Ladda upp en bild av detta fornminne      |
| Tarsled 48:3               | Stensättning                |              | Tarsled, Västergötland |       | 58.062864, 13.020400 | 10179100480003 | Ladda upp en bild av detta fornminne      |
| Tarsled 49:1               | Röse                        |              | Tarsled, Västergötland |       | 58.063619, 13.018746 | 10179100490001 | Ladda upp en bild av detta fornminne      |
| Tarsled 49:2               | Stensättning                |              | Tarsled, Västergötland |       | 58.063624, 13.019068 | 10179100490002 | Ladda upp en bild av detta fornminne      |
| Tarsled 50:1               | Stensättning                |              | Tarsled, Västergötland |       | 58.058045, 13.004631 | 10179100500001 | Ladda upp en bild av detta fornminne      |
| Tarsled 51:1               | Stensättning                |              | Tarsled, Västergötland |       | 58.057657, 13.005239 | 10179100510001 | Ladda upp en bild av detta fornminne      |
| Tarsled 52:1               | Stensättning                |              | Tarsled, Västergötland |       | 58.058445, 13.005858 | 10179100520001 | Ladda upp en bild av detta fornminne      |
| Tarsled 53:1               | Röse                        |              | Tarsled, Västergötland |       | 58.058390, 13.008417 | 10179100530001 | Ladda upp en bild av detta fornminne      |

## Vesene
| Namn                   | Lämningstyp                 | Tillkomsttid | Historisk indelning   | Plats | Läge                 | ID-nr          | Bild                                 |
| ---------------------- | --------------------------- | ------------ | --------------------- | ----- | -------------------- | -------------- | ------------------------------------ |
| Vesene 1:1             | Gravfält                    |              | Vesene, Västergötland |       | 57.947136, 13.012657 | 10181600010001 | Ladda upp en bild av detta fornminne |
| Vesene 1:2             | Stensättning                |              | Vesene, Västergötland |       | 57.946961, 13.013076 | 10181600010002 | Ladda upp en bild av detta fornminne |
| Vesene 2:1             | Gravfält                    |              | Vesene, Västergötland |       | 57.948975, 13.013189 | 10181600020001 | Ladda upp en bild av detta fornminne |
| Domkullen (Vesene 5:1) | Stenkrets                   |              | Vesene, Västergötland |       | 57.972322, 12.981553 | 10181600050001 | Ladda upp en bild av detta fornminne |
| Domkullen (Vesene 5:2) | Grav markerad av sten/block |              | Vesene, Västergötland |       | 57.972268, 12.981432 | 10181600050002 | Ladda upp en bild av detta fornminne |
| Vesene 8:1             | Stensättning                |              | Vesene, Västergötland |       | 57.947462, 13.015006 | 10181600080001 | Ladda upp en bild av detta fornminne |
| Vesene 8:2             | Stensättning                |              | Vesene, Västergötland |       | 57.947195, 13.014926 | 10181600080002 | Ladda upp en bild av detta fornminne |
| Vesene 9:1             | Stenkrets                   |              | Vesene, Västergötland |       | 57.955136, 13.046821 | 10181600090001 | Ladda upp en bild av detta fornminne |
| Vesene 9:2             | Röse                        |              | Vesene, Västergötland |       | 57.955228, 13.046986 | 10181600090002 | Ladda upp en bild av detta fornminne |
| Vesene 9:3             | Stensättning                |              | Vesene, Västergötland |       | 57.955324, 13.047107 | 10181600090003 | Ladda upp en bild av detta fornminne |
| Vesene 10:1            | Stensättning                |              | Vesene, Västergötland |       | 57.975921, 13.065663 | 10181600100001 | Ladda upp en bild av detta fornminne |
| Vesene 20:1            | Stensättning                |              | Vesene, Västergötland |       | 57.926687, 12.946172 | 10181600200001 | Ladda upp en bild av detta fornminne |
| Vesene 22:1            | Stensättning                |              | Vesene, Västergötland |       | 57.950250, 13.011404 | 10181600220001 | Ladda upp en bild av detta fornminne |
| Vesene 23:1            | Hög                         |              | Vesene, Västergötland |       | 57.949443, 13.013388 | 10181600230001 | Ladda upp en bild av detta fornminne |
| Vesene 24:1            | Stensättning                |              | Vesene, Västergötland |       | 57.947769, 13.017021 | 10181600240001 | Ladda upp en bild av detta fornminne |

## Öra
| Namn     | Lämningstyp                 | Tillkomsttid | Historisk indelning | Plats | Läge                 | ID-nr          | Bild                                 |
| -------- | --------------------------- | ------------ | ------------------- | ----- | -------------------- | -------------- | ------------------------------------ |
| Öra 1:1  | Stensättning                |              | Öra, Västergötland  |       | 57.974916, 13.345884 | 10183700010001 | Ladda upp en bild av detta fornminne |
| Öra 2:1  | Grav markerad av sten/block |              | Öra, Västergötland  |       | 57.991674, 13.343756 | 10183700020001 | Ladda upp en bild av detta fornminne |
| Öra 3:1  | Stenkammargrav              |              | Öra, Västergötland  |       | 57.978397, 13.329541 | 10183700030001 | Ladda upp en bild av detta fornminne |
| Öra 4:1  | Grav markerad av sten/block |              | Öra, Västergötland  |       | 57.976658, 13.325293 | 10183700040001 | Ladda upp en bild av detta fornminne |
| Öra 10:1 | Grav markerad av sten/block |              | Öra, Västergötland  |       | 57.975678, 13.345833 | 10183700100001 | Ladda upp en bild av detta fornminne |